# Temporada 2021 del fútbol ecuatoriano
La temporada 2021 del fútbol ecuatoriano abarcará todas las actividades deportivas relacionadas con las selecciones nacionales de Ecuador femeninas y masculinas, así como los diferentes torneos de clubes de primera, segunda y tercera división.
La selección ecuatoriana de fútbol absoluta tenía previsto participar en la temporada pasada en una nueva edición de la Copa América; sin embargo, debido a la pandemia de enfermedad por coronavirus (COVID-19) dicho torneo fue reprogramado por la CONMEBOL para la temporada 2021. La Copa América 2021 tiene previsto iniciar el 11 de junio de 2021.

## Selecciones nacionales masculinas

### Selección masculina de mayores

#### Eliminatorias mundialistas a Catar 2022
La Confederación Sudamericana de Fútbol (CONMEBOL) tiene asignado cuatro cupos directos para que sus selecciones miembros puedan disputar la Copa Mundial de Fútbol de 2022 a celebrarse en Catar; además de un quinto cupo para que dispute un repechaje contra el representante de la Confederación de Fútbol de Oceanía (OFC). El formato es similar a ediciones anteriores y consiste de un sistema de todos contra todos (sistema de liga) con partidos de ida y venida entre todas las diez selecciones miembros; al finalizar la eliminatoria, los primeros cuatro lugares recibirán los cupos directos, el quinto lugar disputará el repechaje.
El 17 de diciembre de 2019 en la ciudad de Luque, se realizó el sorteo del calendario para las eliminatorias, en dicho sorteo se determinó el orden de disputa que tendrá cada selección.
Las eliminatorias debieron iniciar el 26 de marzo, sin embargo, debido a la pandemia de enfermedad por coronavirus SARS-CoV-2 declarada por la Organización Mundial de la Salud, la CONMEBOL decidió suspender los partidos hasta nuevo aviso. El 25 de junio de 2020, la FIFA anunció que las eliminatorias sudamericanas van a comenzar en septiembre de 2020 si la situación sanitaria lo permite. Sin embargo, el 10 de julio de 2020, la FIFA anunció que se suspenden las fechas de septiembre de 2020 para dar comienzo a las eliminatorias sudamericanas en el mes de octubre de 2020. Así mismo, se analizará agregar una doble fecha en el mes de enero de 2022 con el fin de acabar las eliminatorias en marzo de 2022..

| 4 de junio de 2021 | Brasil                                | 2:0 (0:0) | Ecuador | Estadio Beira-Rio, Porto Alegre                                           |                                                                           |
| 21:30 (UTC-3)      | Richarlison 65' · Neymar 90+4' (pen.) |           |         | Asistencia: 0 espectadores Árbitro(s): Alexis Herrera VAR: Cristián Garay | Asistencia: 0 espectadores Árbitro(s): Alexis Herrera VAR: Cristián Garay |

| 8 de junio de 2021 | Ecuador     | 1:2 (0:0) | Perú                      | Estadio Rodrigo Paz Delgado, Quito                                        |                                                                           |
| 16:00 (UTC-5)      | Plata 90+2' |           | Cueva 62' · Advíncula 88' | Asistencia: 0 espectadores Árbitro(s): Esteban Ostojich VAR: Andrés Cunha | Asistencia: 0 espectadores Árbitro(s): Esteban Ostojich VAR: Andrés Cunha |

| 2 de septiembre de 2021 | Ecuador                    | 2:0 (0:0)                     | Paraguay | Estadio Rodrigo Paz Delgado, Quito        |                                           |
| 16:00 (UTC-5)           | Torres 88' · Estrada 90+5' | FIFA Reporte Conmebol Reporte |          | Árbitro(s): Andrés Matonte VAR: Juan Soto | Árbitro(s): Andrés Matonte VAR: Juan Soto |

| 5 de septiembre de 2021 | Ecuador | 0:0                           | Chile | Estadio Rodrigo Paz Delgado, Quito              |                                                 |
| 16:00 (UTC-5)           |         | FIFA Reporte Conmebol Reporte |       | Árbitro(s): Facundo Tello VAR: Patricio Loustau | Árbitro(s): Facundo Tello VAR: Patricio Loustau |

| 9 de septiembre de 2021 | Uruguay       | 1:0 (0:0)                     | Ecuador | Estadio Campeón del Siglo, Montevideo            |                                                  |
| 19:30 (UTC-3)           | Pereiro 90+2' | FIFA Reporte Conmebol Reporte |         | Árbitro(s): Anderson Daronco VAR: Rodolpho Toski | Árbitro(s): Anderson Daronco VAR: Rodolpho Toski |

| 7 de octubre de 2021 | Ecuador                         | 3:0 (3:0)                     | Bolivia | Estadio Monumental, Guayaquil                  |                                                |
| 19:30 (UTC-5)        | Estrada 14' · Valencia 17', 19' | FIFA Reporte Conmebol Reporte |         | Árbitro(s): Anderson Daronco VAR: Rafael Traci | Árbitro(s): Anderson Daronco VAR: Rafael Traci |

| 10 de octubre de 2021 | Venezuela                | 2:1 (1:1)                     | Ecuador             | Estadio Olímpico de la UCV, Caracas            |                                                |
| 16:30 (UTC-4)         | Machís 45+1' · Bello 64' | FIFA Reporte Conmebol Reporte | Valencia 37' (pen.) | Árbitro(s): Andrés Cunha VAR: Esteban Ostojich | Árbitro(s): Andrés Cunha VAR: Esteban Ostojich |

| 14 de octubre de 2021 | Colombia | 0:0                           | Ecuador | Estadio Metropolitano, Barranquilla         |                                             |
| 16:00 (UTC-5)         |          | FIFA Reporte Conmebol Reporte |         | Árbitro(s): Diego Haro VAR: Leodán González | Árbitro(s): Diego Haro VAR: Leodán González |

| 11 de noviembre de 2021 | Ecuador      | 1:0 (1:0)                     | Venezuela | Estadio Rodrigo Paz Delgado, Quito                |                                                   |
| 16:00 (UTC-5)           | Hincapié 41' | FIFA Reporte Conmebol Reporte |           | Árbitro(s): Christian Ferreyra VAR: Nicolás Gallo | Árbitro(s): Christian Ferreyra VAR: Nicolás Gallo |

| 16 de noviembre de 2021 | Chile | 0:2 (0:1)                     | Ecuador                      | Estadio San Carlos de Apoquindo, Santiago          |                                                    |
| 21:15 (UTC-3)           |       | FIFA Reporte Conmebol Reporte | Estupiñán 9' · Caicedo 90+3' | Árbitro(s): Fernando Rapallini VAR: Mauro Vigliano | Árbitro(s): Fernando Rapallini VAR: Mauro Vigliano |

#### Copa América 2021

##### Grupo B

###### Tabla de posiciones
| Selección | Pts | PJ | PG | PE | PP | GF | GC | Dif |
| --------- | --- | -- | -- | -- | -- | -- | -- | --- |
| Brasil    | 10  | 4  | 3  | 1  | 0  | 10 | 2  | +8  |
| Perú      | 7   | 4  | 2  | 1  | 1  | 5  | 7  | –2  |
| Colombia  | 4   | 4  | 1  | 1  | 2  | 2  | 3  | –1  |
| Ecuador   | 3   | 4  | 0  | 3  | 1  | 5  | 6  | –1  |
| Venezuela | 2   | 4  | 0  | 2  | 2  | 2  | 6  | –4  |

|  | Clasificados a los cuartos de final. |

| 13 de junio de 2021 | Colombia    | 1:0 (1:0) | Ecuador | Arena Pantanal, Cuiabá                                                   |                                                                          |
| 20:00               | Cardona 42' | Reporte   |         | Asistencia: 0 espectadores Árbitro(s): Néstor Pitana VAR: Mauro Vigliano | Asistencia: 0 espectadores Árbitro(s): Néstor Pitana VAR: Mauro Vigliano |

| 20 de junio de 2021 | Venezuela | 2:2 (0:1) | Ecuador | Estadio Nilton Santos, Río de Janeiro         |                                               |
| 18:00               |           |           |         | Árbitro(s): Roberto Tobar VAR: Julio Bascuñán | Árbitro(s): Roberto Tobar VAR: Julio Bascuñán |

| 23 de junio de 2021 | Ecuador                              | 2:2 (2:0) | Perú                        | Estadio Olímpico, Goiânia                                                      |                                                                                |
| 18:00               | Tapia 23' (a.g.) · E. Preciado 45+3' | Reporte   | Lapadula 49' · Carrillo 54' | Asistencia: Sin espectadores Árbitro(s): Gil Manzano VAR: De Burgos Bengoetxea | Asistencia: Sin espectadores Árbitro(s): Gil Manzano VAR: De Burgos Bengoetxea |

| 27 de junio de 2021 | Ecuador     | 1:1 (1:0) | Brasil   | Estadio Olímpico, Goiânia                     |                                               |
| 18:00               | Militão 37' | Reporte   | Mena 53' | Árbitro(s): Roberto Tobar VAR: Julio Bascuñán | Árbitro(s): Roberto Tobar VAR: Julio Bascuñán |

#### Cuartos de final
| 3 de julio de 2021 | Argentina                                | 3:0 (1:0) | Ecuador | Estadio Olímpico, Goiânia                    |                                              |
| 22:00              | De Paul 40' · Martínez 84' · Messi 90+3' | Reporte   |         | Árbitro(s): Wilton Sampaio VAR: Wagner Reway | Árbitro(s): Wilton Sampaio VAR: Wagner Reway |

## Torneos masculinos de la Conmebol

### Copa Conmebol Libertadores
La edición 2021 de la Copa Libertadores de América tuvo como participantes a cuatro clubes ecuatorianosː el campeón de la LigaPro 2020, Barcelona (cupo ECUADOR 1); el subcampeón del mismo torneo, Liga Deportiva Universitaria de Quito (cupo ECUADOR 2); los dos mejores clasificados de la tabla general del torneo nacional: Independiente del Valle (cupo ECUADOR 3) y Universidad Católica (cupo ECUADOR 4)

#### Primera fase clasificatoria
Llave E1:  Univ. Católica -  Liverpool
| Copa Libertadores Primera fase clasificatoria Partido de ida; 23 de febrero de 2021 | Liverpool                 | 2:1 (0:1) | Universidad Católica | Estadio Alfredo Víctor Viera, Montevideo                |                                                         |
| 21:30 (UTC-3)                                                                       | Dávila 68' · Correa 90+2' | Reporte   | Tévez 28'            | Asistencia: 0 espectadores Árbitro(s): Nicolás Lamolina | Asistencia: 0 espectadores Árbitro(s): Nicolás Lamolina |

| Copa Libertadores Primera fase clasificatoria Partido de vuelta; 2 de marzo de 2021       | Universidad Católica                      | 3:0 (2:0) (Global 4–2) | Liverpool | Estadio Olímpico Atahualpa, Quito                     |                                                       |
| 19:30 (UTC-5)                                                                             | Tévez 37' · Chalá 44' · De Los Santos 74' | Reporte                |           | Asistencia: 0 espectadores Árbitro(s): Alexis Herrera | Asistencia: 0 espectadores Árbitro(s): Alexis Herrera |
| Univ. Católica vence 4-2 en el marcador global y clasifica a segunda fase clasificatoria. |                                           |                        |           |                                                       |                                                       |

#### Segunda fase clasificatoria
Llave C1:  Univ. Católica -  Libertad
| Copa Libertadores Segunda fase clasificatoria Partido de ida; 10 de marzo de 2021 | Universidad Católica | 0:1 (0:1) | Libertad    | Estadio Olímpico Atahualpa, Quito                  |                                                    |
| 17:15 (UTC-5)                                                                     |                      | Reporte   | Bogarín 38' | Asistencia: 0 espectadores Árbitro(s): Bruno Arleu | Asistencia: 0 espectadores Árbitro(s): Bruno Arleu |

| Copa Libertadores Segunda fase clasificatoria Partido de vuelta; 17 de marzo de 2021 | Libertad          | 2:2 (1:0) (Global 3–2) | Universidad Católica         | Estadio Defensores del Chaco, Asunción                    |                                                           |
| 19:15 (UTC-3)                                                                        | Ferreira 32', 64' | Reporte                | Chalá 61' · Tévez 82' (pen.) | Asistencia: 0 espectadores Árbitro(s): Fernando Rapallini | Asistencia: 0 espectadores Árbitro(s): Fernando Rapallini |
| Univ. Católica pierde 2-3 en el marcador global y fue eliminado del torneo.          |                   |                        |                              |                                                           |                                                           |

Llave C7:  Unión Española -  Indep. del Valle
| Copa Libertadores Segunda fase clasificatoria Partido de ida; 9 de marzo de 2021 | Unión Española     | 1:0 (0:0) | Independiente del Valle | Estadio Santa Laura, Santiago |                            |
| 21:30 (UTC-3)                                                                    | Caicedo 56' (a.g.) | Reporte   |                         | Árbitro(s): Wilton Sampaio    | Árbitro(s): Wilton Sampaio |

| Copa Libertadores Segunda fase clasificatoria Partido de vuelta; 16 de marzo de 2021        | Independiente del Valle                                          | 6:2 (4:0) (Global 6–3) | Unión Española         | Estadio Rodrigo Paz Delgado, Quito |                           |
| 19:30 (UTC-5)                                                                               | Vite 3' · Montenegro 15', 39', 90+9' · Faravelli 30' (pen.), 57' | Reporte                | Méndez 56' · Rubio 61' | Árbitro(s): Wilmar Roldán          | Árbitro(s): Wilmar Roldán |
| Indep. del Valle vence 6-3 en el marcador global y clasifica a Tercera fase clasificatoria. |                                                                  |                        |                        |                                    |                           |

#### Tercera fase clasificatoria
Llave G2:  Indep. del Valle- Gremio
| Copa Libertadores Tercera fase clasificatoria Partido de ida; 9 de abril de 2021 | Independiente del Valle   | 2:1 (0:1) | Grêmio         | Estadio Defensores del Chaco, Asunción               |                                                      |
| 18:15 (UTC-4)                                                                    | Faravelli 53', 61' (pen.) | Reporte   | Diego Souza 9' | Asistencia: 0 espectadores Árbitro(s): Néstor Pitana | Asistencia: 0 espectadores Árbitro(s): Néstor Pitana |

| Copa Libertadores Tercera fase clasificatoria Partido de vuelta; 14 de abril de 2021 | Grêmio          | 1:2 (1:1) (Global 4–2) | Independiente del Valle | Arena do Grêmio, Porto Alegre |                              |
| 19:15 (UTC-3)                                                                        | Jean Pyerre 22' | Reporte                | Ortiz 45+3', 66'        | Árbitro(s): Patricio Loustau  | Árbitro(s): Patricio Loustau |
| Indep. del Valle vence 4-2 en el marcador global y clasifica a la fase de Grupos     |                 |                        |                         |                               |                              |

#### Fase de grupos

##### Grupo A
| Equipo                  | Pts | PJ | PG | PE | PP | GF | GC | Dif. |
| ----------------------- | --- | -- | -- | -- | -- | -- | -- | ---- |
| Palmeiras               | 15  | 6  | 5  | 0  | 1  | 20 | 7  | 13   |
| Defensa y Justicia      | 9   | 6  | 2  | 3  | 1  | 11 | 8  | 3    |
| Independiente del Valle | 5   | 6  | 1  | 2  | 3  | 8  | 11 | −3   |
| Universitario           | 4   | 6  | 1  | 1  | 4  | 6  | 19 | −13  |

|  | Clasificados a los octavos de final.                             |
|  | Clasificado a los octavos de final de la Copa Sudamericana 2021. |

| 21 de abril de 2021, 19:00 (UTC-5) | Independiente del Valle | 1:1 (1:1) | Defensa y Justicia | Estadio Rodrigo Paz Delgado, Quito                         |                                                            |
|                                    | Ortiz 28'               | Reporte   | Rotondi 7'         | Asistencia: 0 espectadores Árbitro(s): Mario Díaz de Vivar | Asistencia: 0 espectadores Árbitro(s): Mario Díaz de Vivar |

| 27 de abril de 2021, 21:30 (UTC-3) | Palmeiras                                                            | 5:0 (2:0) | Independiente del Valle | Allianz Parque, São Paulo                            |                                                      |
|                                    | Rony 11', 74' · Luiz Adriano 20' · De Paula 65' · Danilo Barbosa 81' | Reporte   |                         | Asistencia: 0 espectadores Árbitro(s): Roberto Tobar | Asistencia: 0 espectadores Árbitro(s): Roberto Tobar |

| 5 de mayo de 2021, 17:00 (UTC-5) | Independiente del Valle                      | 4:0 (1:0) | Universitario | Estadio Rodrigo Paz Delgado, Quito                  |                                                     |
|                                  | Sánchez 45+4', 73' · Murillo 61' · Ortiz 85' | Reporte   |               | Asistencia: 0 espectadores Árbitro(s): Andrés Cunha | Asistencia: 0 espectadores Árbitro(s): Andrés Cunha |

| 11 de mayo de 2021, 19:30 (UTC-5) | Independiente del Valle | 0:1 (0:1) | Palmeiras                | Estadio Rodrigo Paz Delgado, Quito                      |                                                         |
|                                   |                         | Reporte   | Raphael Veiga 43' (pen.) | Asistencia: 0 espectadores Árbitro(s): Jesús Valenzuela | Asistencia: 0 espectadores Árbitro(s): Jesús Valenzuela |

| 18 de mayo de 2021, 19:30 (UTC-5) | Universitario               | 3:2 (1:1) | Independiente del Valle | Estadio Monumental, Lima                          |                                                   |
|                                   | Valera 20', 48' · Quina 72' | Reporte   | Sánchez 8' · Ortiz 59'  | Asistencia: 0 espectadores Árbitro(s): Piero Maza | Asistencia: 0 espectadores Árbitro(s): Piero Maza |

| 27 de mayo de 2021, 19:00 (UTC-3) | Defensa y Justicia | 1:1 (1:1) | Independiente del Valle | Estadio Norberto Tomaghello, Gobernador Costa      |                                                    |
|                                   | Romero 36'         | Reporte   | Escobar 11'             | Asistencia: 0 espectadores Árbitro(s): Edina Alves | Asistencia: 0 espectadores Árbitro(s): Edina Alves |

##### Grupo C
| Equipo        | Pts | PJ | PG | PE | PP | GF | GC | Dif. |
| ------------- | --- | -- | -- | -- | -- | -- | -- | ---- |
| Barcelona     | 13  | 6  | 4  | 1  | 1  | 10 | 3  | 7    |
| Boca Juniors  | 10  | 6  | 3  | 1  | 2  | 6  | 2  | 4    |
| Santos        | 6   | 6  | 2  | 0  | 4  | 8  | 9  | −1   |
| The Strongest | 6   | 6  | 2  | 0  | 4  | 4  | 14 | −10  |

|  | Clasificados a los octavos de final.                        |
|  | Clasificado a la segunda fase de la Copa Sudamericana 2021. |

| 20 de abril de 2021, 19:15 (UTC-3) | Santos | 0:2 (0:0) | Barcelona                    | Estadio Vila Belmiro, Santos                          |                                                       |
|                                    |        | Reporte   | Garcés 53' · Pará 69' (a.g.) | Asistencia: 0 espectadores Árbitro(s): Andrés Matonte | Asistencia: 0 espectadores Árbitro(s): Andrés Matonte |

| 28 de abril de 2021, 21:00 (UTC-5) | Barcelona                                                     | 4:0 (0:0) | The Strongest | Estadio Monumental, Guayaquil                       |                                                     |
|                                    | Garcés 46' · Pineida 67' · Martínez 73' · Valverde 86' (a.g.) | Reporte   |               | Asistencia: 0 espectadores Árbitro(s): Derlis López | Asistencia: 0 espectadores Árbitro(s): Derlis López |

| 4 de mayo de 2021, 19:30 (UTC-5) | Barcelona  | 1:0 (0:0) | Boca Juniors | Estadio Monumental, Guayaquil                       |                                                     |
|                                  | Garcés 62' | Reporte   |              | Asistencia: 0 espectadores Árbitro(s): Andrés Rojas | Asistencia: 0 espectadores Árbitro(s): Andrés Rojas |

| 11 de mayo de 2021, 18:15 (UTC-4) | The Strongest      | 2:0 (1:0) | Barcelona | Estadio Hernando Siles, La Paz                       |                                                      |
|                                   | Reinoso 45+1', 65' | Reporte   |           | Asistencia: 0 espectadores Árbitro(s): Ángel Arteaga | Asistencia: 0 espectadores Árbitro(s): Ángel Arteaga |

| 20 de mayo de 2021, 21:00 (UTC-3) | Boca Juniors | 0:0     | Barcelona | Estadio La Bombonera, Buenos Aires                   |                                                      |
|                                   |              | Reporte |           | Asistencia: 0 espectadores Árbitro(s): Wilmar Roldán | Asistencia: 0 espectadores Árbitro(s): Wilmar Roldán |

| 26 de mayo de 2021, 19:00 (UTC-5) | Barcelona                   | 3:1 (1:1) | Santos           | Estadio Monumental, Guayaquil                       |                                                     |
|                                   | Díaz 15', 54' · Montaño 77' | Reporte   | Kaio Jorge 45+2' | Asistencia: 0 espectadores Árbitro(s): Andrés Rojas | Asistencia: 0 espectadores Árbitro(s): Andrés Rojas |

##### Grupo G
| Equipo          | Pts | PJ | PG | PE | PP | GF | GC | Dif. |
| --------------- | --- | -- | -- | -- | -- | -- | -- | ---- |
| Flamengo        | 12  | 6  | 3  | 3  | 0  | 14 | 9  | 5    |
| Vélez Sarsfield | 10  | 6  | 3  | 1  | 2  | 10 | 8  | 2    |
| Liga de Quito   | 8   | 6  | 2  | 2  | 2  | 15 | 13 | 2    |
| Unión La Calera | 2   | 6  | 0  | 2  | 4  | 8  | 17 | −9   |

|  | Clasificados a los octavos de final.                        |
|  | Clasificado a la segunda fase de la Copa Sudamericana 2021. |

| 21 de abril de 2021, 22:00 (UTC-4) | Unión La Calera  | 2:2 (1:0) | Liga de Quito | Estadio Nicolás Chahuán Nazar, La Calera           |                                                    |
|                                    | Vilches 18', 70' | Reporte   | Arce 51', 83' | Asistencia: 0 espectadores Árbitro(s): Gery Vargas | Asistencia: 0 espectadores Árbitro(s): Gery Vargas |

| 27 de abril de 2021, 17:15 (UTC-5) | Liga de Quito                  | 3:1 (1:1) | Vélez Sarsfield | Estadio Rodrigo Paz Delgado, Quito                |                                                   |
|                                    | Martínez 28', 53' · Zunino 64' | Reporte   | Galdames 42'    | Asistencia: 0 espectadores Árbitro(s): Diego Haro | Asistencia: 0 espectadores Árbitro(s): Diego Haro |

| 4 de mayo de 2021, 19:30 (UTC-5) | Liga de Quito               | 2:3 (0:2) | Flamengo                                            | Estadio Rodrigo Paz Delgado, Quito                      |                                                         |
|                                  | Martínez 50' · Amarilla 61' | Reporte   | Gabriel Barbosa 3', 85' (pen.) · Bruno Henrique 30' | Asistencia: 0 espectadores Árbitro(s): Esteban Ostojich | Asistencia: 0 espectadores Árbitro(s): Esteban Ostojich |

| 13 de mayo de 2021, 19:00 (UTC-3) | Vélez Sarsfield                           | 3:1 (1:0) | Liga de Quito | Estadio José Amalfitani, Buenos Aires                 |                                                       |
|                                   | Almada 45' · Janson 69' · Mancuello 90+3' | Reporte   | Zunino 78'    | Asistencia: 0 espectadores Árbitro(s): Andrés Matonte | Asistencia: 0 espectadores Árbitro(s): Andrés Matonte |

| 19 de mayo de 2021, 21:00 (UTC-3) | Flamengo                         | 2:2 (1:1) | Liga de Quito          | Estadio Maracaná, Río de Janeiro                      |                                                       |
|                                   | Pedro 32' · Gustavo Henrique 88' | Reporte   | Guerra 35' · Julio 60' | Asistencia: 0 espectadores Árbitro(s): Alexis Herrera | Asistencia: 0 espectadores Árbitro(s): Alexis Herrera |

| 27 de mayo de 2021, 19:00 (UTC-5) | Liga de Quito                                            | 5:2 (3:0) | Unión La Calera | Estadio Rodrigo Paz Delgado, Quito                     |                                                        |
|                                   | Fernández 15' (a.g.) · Amarilla 28', 33' · Arce 58', 60' | Reporte   | Sáez 54', 90+2' | Asistencia: 0 espectadores Árbitro(s): Carlos Betancur | Asistencia: 0 espectadores Árbitro(s): Carlos Betancur |

#### Octavos de final
Llave 5:  Velez Sarsfield -  Barcelona
| 14 de julio de 2021, 19:15 (UTC-3) | Vélez Sarsfield | 1:0 (1:0) | Barcelona | Estadio José Amalfitani, Buenos Aires                                     |                                                                           |
|                                    | Lucero 7'       | Reporte   |           | Asistencia: 0 espectadores Árbitro(s): Raphael Claus VAR: Víctor Carrillo | Asistencia: 0 espectadores Árbitro(s): Raphael Claus VAR: Víctor Carrillo |

| 21 de julio de 2021, 17:15 (UTC-5)                                       | Barcelona                                      | 3:1 (1:0) (Global 3-2) | Vélez Sarsfield | Estadio Monumental, Guayaquil                                    |                                                                  |
|                                                                          | Preciado 24' · Cortez 69' (pen.) · Perlaza 80' | Reporte                | Lucero 47'      | Asistencia: 0 espectadores Árbitro(s): Piero Maza VAR: Juan Lara | Asistencia: 0 espectadores Árbitro(s): Piero Maza VAR: Juan Lara |
| Barcelona vence 3-2 en el marcador global y clasifica a cuartos de final |                                                |                        |                 |                                                                  |                                                                  |

#### Cuartos de final
Llave 2: Fluminense -  Barcelona
| 12 de agosto de 2021, 21:30 (UTC-3) | Fluminense                               | 2:2 (1:0) | Barcelona                        | Estadio Maracaná, Río de Janeiro                                        |                                                                         |
|                                     | Gabriel Teixeira 26' · Fred 90+5' (pen.) | Reporte   | Preciado 68' · Cortez 87' (pen.) | Asistencia: 0 espectadores Árbitro(s): Alexis Herrera VAR: Andrés Cunha | Asistencia: 0 espectadores Árbitro(s): Alexis Herrera VAR: Andrés Cunha |

| 19 de agosto de 2021, 19:30 (UTC-5)                                                     | Barcelona     | 1:1 (0:0) (Global 3-3) | Fluminense        | Estadio Monumental, Guayaquil                                                |                                                                              |
|                                                                                         | Mastriani 73' | Reporte                | Fred 90+8' (pen.) | Asistencia: 0 espectadores Árbitro(s): Esteban Ostojich VAR: Víctor Carrillo | Asistencia: 0 espectadores Árbitro(s): Esteban Ostojich VAR: Víctor Carrillo |
| Barcelona empata 3-3 en el marcador global y por gol visitante clasifica a Semifinales. |               |                        |                   |                                                                              |                                                                              |

### Semifinales
Llave 1: Flamengo -  Barcelona
| 22 de septiembre de 2021, 21:30 (UTC-3) | Flamengo                | 2:0 (2:0) | Barcelona | Estadio Maracaná, Río de Janeiro                                              |                                                                               |
|                                         | Bruno Henrique 21', 38' | Reporte   |           | Asistencia: 22 193 espectadores Árbitro(s): Andrés Cunha VAR: Leodán González | Asistencia: 22 193 espectadores Árbitro(s): Andrés Cunha VAR: Leodán González |

| 29 de septiembre de 2021, 19:30 (UTC-5)                                | Barcelona | 0:2 (0:1) (Global 0-4) | Flamengo                | Estadio Monumental, Guayaquil                                                 |                                                                               |
|                                                                        |           | Reporte                | Bruno Henrique 18', 50' | Asistencia: 11 642 espectadores Árbitro(s): Roberto Tobar VAR: Julio Bascuñán | Asistencia: 11 642 espectadores Árbitro(s): Roberto Tobar VAR: Julio Bascuñán |
| Barcelona pierde 0-4 en el marcador global y fue eliminado del torneo. |           |                        |                         |                                                                               |                                                                               |

### Copa Conmebol Sudamericana
La edición 2021 de la Copa Sudamericana tuvo como participantes a seis clubes ecuatorianosː los cuatro mejores clasificados de la tabla general del torneo nacional: Emelec (cupo ECUADOR 1), Guayaquil City (cupo ECUADOR 2), Macará (cupo ECUADOR 3) y Aucas (cupo ECUADOR 4) a esto se les sumo los cuadros de Liga de Quito y Independiente del Valle que provenían de la fase de grupos de la Copa Libertadores 2021.

#### Primera fase clasificatoria
Emelec -  Macara
| Copa Sudamericana Primera fase clasificatoria Partido de ida; 16 de marzo de 2021, 17:15 (UTC-5) | Macará                      | 2:2 (1:2) | Emelec                   | Estadio Bellavista, Ambato                            |                                                       |
|                                                                                                  | Orlando 26' · Santacruz 89' | Reporte   | Barceló 20' · Zapata 34' | Asistencia: 0 espectadores Árbitro(s): Augusto Aragón | Asistencia: 0 espectadores Árbitro(s): Augusto Aragón |

| Copa Sudamericana Primera fase clasificatoria Partido de vuelta; 6 de abril de 2021, 17:15 (UTC-5) | Emelec                    | 2:0 (1:0) (Global 4–2) | Macará | Estadio George Capwell, Guayaquil                     |                                                       |
| | Barceló 5' · Cevallos 76' | Reporte                |        | Asistencia: 0 espectadores Árbitro(s): Franklin Congo | Asistencia: 0 espectadores Árbitro(s): Franklin Congo |
| Emelec vence 4-2 en el marcador global y clasifica a la fase de grupos.                            |                           |                        |        |                                                       |                                                       |

  Aucas -  Guayaquil City
| Copa Sudamericana Primera fase clasificatoria Partido de ida; 18 de marzo de 2021, 17:15 (UTC-5) | Aucas                          | 2:1 (1:1) | Guayaquil City | Estadio Gonzalo Pozo Ripalda, Quito               |                                                   |
|                                                                                                  | Fydriszewski 37' (pen.), 90+3' | Reporte   | Parrales 27'   | Asistencia: 0 espectadores Árbitro(s): Álex Cajas | Asistencia: 0 espectadores Árbitro(s): Álex Cajas |

| Copa Sudamericana Primera fase clasificatoria Partido de vuelta; 8 de abril de 2021, 17:15 (UTC-5) | Guayaquil City | 0:3 (0:3) (Global 5–1) | Aucas                            | Estadio Christian Benítez, Guayaquil               |                                                    |
| |                | Reporte                | Fydriszewski 20' · Cano 22', 25' | Asistencia: 0 espectadores Árbitro(s): Luis Quiroz | Asistencia: 0 espectadores Árbitro(s): Luis Quiroz |
| Aucas vence 5-1 en el marcador global y clasifica a la fase de grupos.                             |                |                        |                                  |                                                    |                                                    |

#### Fase de grupos

##### Grupo D
| Equipo               | Pts. | PJ | PG | PE | PP | GF | GC | DG |
| -------------------- | ---- | -- | -- | -- | -- | -- | -- | -- |
| Athletico Paranaense | 15   | 6  | 5  | 0  | 1  | 8  | 1  | 7  |
| Melgar               | 10   | 6  | 3  | 1  | 2  | 7  | 5  | 2  |
| Aucas                | 6    | 6  | 2  | 0  | 4  | 7  | 11 | −4 |
| Metropolitanos       | 4    | 6  | 1  | 1  | 4  | 5  | 10 | −5 |

|  | Clasificado a los octavos de final. |

| 20 de abril de 2021, 19:30 (UTC-5) | Aucas | 0:1 (0:1) | Athletico Paranaense    | Estadio Gonzalo Pozo Ripalda, Quito               |                                                   |
|                                    |       | Reporte   | Fydriszewski 38' (a.g.) | Asistencia: 0 espectadores Árbitro(s): Piero Maza | Asistencia: 0 espectadores Árbitro(s): Piero Maza |

| 28 de abril de 2021, 19:30 (UTC-5) | Melgar                 | 2:0 (1:0) | Aucas | Estadio Nacional, Lima                               |                                                      |
|                                    | Cuesta 21' (pen.), 53' | Reporte   |       | Asistencia: 0 espectadores Árbitro(s): Carlos Ortega | Asistencia: 0 espectadores Árbitro(s): Carlos Ortega |

| 4 de mayo de 2021, 18:15 (UTC-4) | Metropolitanos                       | 3:2 (1:0) | Aucas                            | Estadio Olímpico de la UCV, Caracas                      |                                                          |
|                                  | Flores 14' · Moreno 51' · Pavone 65' | Reporte   | Ordóñez 67' (pen.) · Carrera 69' | Asistencia: 0 espectadores Árbitro(s): Fernando Espinoza | Asistencia: 0 espectadores Árbitro(s): Fernando Espinoza |

| 13 de mayo de 2021, 19:30 (UTC-5) | Aucas                  | 2:1 (0:1) | Melgar    | Estadio Gonzalo Pozo Ripalda, Quito                       |                                                           |
|                                   | Vega 56' · Carrera 78' | Reporte   | Cuesta 7' | Asistencia: 0 espectadores Árbitro(s): Fernando Echenique | Asistencia: 0 espectadores Árbitro(s): Fernando Echenique |

| 19 de mayo de 2021, 19:30 (UTC-5) | Aucas                           | 3:0 (1:0) | Metropolitanos | Estadio Gonzalo Pozo Ripalda, Quito                     |                                                         |
|                                   | Ordóñez 39', 76' · Pizzorno 68' | Reporte   |                | Asistencia: 0 espectadores Árbitro(s): Christian Alemán | Asistencia: 0 espectadores Árbitro(s): Christian Alemán |

| 27 de mayo de 2021, 21:30 (UTC-3) | Athletico Paranaense                                           | 4:0 (2:0) | Aucas | Arena da Baixada, Curitiba                           |                                                      |
|                                   | Christian 26' · Abner 36' · Vitinho 67' · Carlos Eduardo 90+2' | Reporte   |       | Asistencia: 0 espectadores Árbitro(s): Andrés Merlos | Asistencia: 0 espectadores Árbitro(s): Andrés Merlos |

##### Grupo G
| Equipo          | Pts. | PJ | PG | PE | PP | GF | GC | DG |
| --------------- | ---- | -- | -- | -- | -- | -- | -- | -- |
| Bragantino      | 12   | 6  | 4  | 0  | 2  | 7  | 6  | 1  |
| Emelec          | 10   | 6  | 3  | 1  | 2  | 9  | 8  | 1  |
| Talleres        | 8    | 6  | 2  | 2  | 2  | 7  | 5  | 2  |
| Deportes Tolima | 3    | 6  | 0  | 3  | 3  | 4  | 8  | −4 |

|  | Clasificado a los octavos de final. |

| 22 de abril de 2021, 16:00 (UTC-3) | Talleres      | 1:2 (1:0) | Emelec                             | Estadio Mario Alberto Kempes, Córdoba               |                                                     |
|                                    | Fragapane 39' | Reporte   | Rodríguez 73' (pen.) · Barceló 78' | Asistencia: 0 espectadores Árbitro(s): Kevin Ortega | Asistencia: 0 espectadores Árbitro(s): Kevin Ortega |

| 28 de abril de 2021, 19:30 (UTC-5) | Emelec                                       | 3:0 (0:0) | Bragantino | Estadio George Capwell, Guayaquil                     |                                                       |
|                                    | Aderlan 49' (a.g.) · Zapata 64' · Cabeza 86' | Reporte   |            | Asistencia: 0 espectadores Árbitro(s): Yender Herrera | Asistencia: 0 espectadores Árbitro(s): Yender Herrera |

| 7 de mayo de 2021, 19:00 (UTC-5) | Deportes Tolima     | 1:1 (1:1) | Emelec     | Estadio Monumental, Lima                           |                                                    |
|                                  | Mosquera 22' (pen.) | Reporte   | Zapata 41' | Asistencia: 0 espectadores Árbitro(s): Eber Aquino | Asistencia: 0 espectadores Árbitro(s): Eber Aquino |

| 11 de mayo de 2021, 19:15 (UTC-3) | Bragantino                     | 2:0 (1:0) | Emelec | Estadio Nabi Abi Chedid, Bragança Paulista            |                                                       |
|                                   | Fabrício Bruno 29' · Artur 82' | Reporte   |        | Asistencia: 0 espectadores Árbitro(s): Alexis Herrera | Asistencia: 0 espectadores Árbitro(s): Alexis Herrera |

| 19 de mayo de 2021, 17:15 (UTC-5) | Emelec                        | 2:0 (0:0) | Deportes Tolima | Estadio George Capwell, Guayaquil                  |                                                    |
|                                   | Angulo 70' (a.g.) · Rojas 72' | Reporte   |                 | Asistencia: 0 espectadores Árbitro(s): Gery Vargas | Asistencia: 0 espectadores Árbitro(s): Gery Vargas |

| 25 de mayo de 2021, 19:30 (UTC-5) | Emelec        | 1:4 (0:3) | Talleres                                        | Estadio George Capwell, Guayaquil                     |                                                       |
|                                   | Rodríguez 73' | Reporte   | Díaz 13' · Auzqui 24' · Martino 38' · Komar 82' | Asistencia: 0 espectadores Árbitro(s): Yender Herrera | Asistencia: 0 espectadores Árbitro(s): Yender Herrera |

### Octavos de final
Llave 4:  Liga de Quito -  Gremio 
| 13 de julio, 17:15 (UTC-5) | Liga de Quito | 0:1 (0:1) | Grêmio          | Estadio Rodrigo Paz Delgado, Quito                                               |                                                                                  |
|                            |               | Reporte   | Léo Pereira 19' | Asistencia: Sin espectadores Árbitro(s): Cristián Garay VAR: Mario Díaz de Vivar | Asistencia: Sin espectadores Árbitro(s): Cristián Garay VAR: Mario Díaz de Vivar |

| 20 de julio, 19:15 (UTC-3)                                                                           | Grêmio          | 1:2 (1:1) (Global 2–2) | Liga de Quito           | Arena do Grêmio, Porto Alegre                                            |                                                                          |
| | Diego Souza 24' | Reporte                | Alcívar 44', 56' (pen.) | Asistencia: Sin espectadores Árbitro(s): José Argote VAR: Carlos Benítez | Asistencia: Sin espectadores Árbitro(s): José Argote VAR: Carlos Benítez |
| Liga de Quito empata 2-2 en el marcador global y por gol visitante clasifica a los cuartos de final. |                 |                        |                         |                                                                          |                                                                          |

Llave 5:  Indep.del Valle -  Bragantino 
| 14 de julio, 19:30 (UTC-5) | Independiente del Valle | 0:2 (0:1) | Bragantino                       | Estadio Banco Guayaquil, Quito                                                  |                                                                                 |
|                            |                         | Reporte   | Fabrício Bruno 19' · Ramires 66' | Asistencia: Sin espectadores Árbitro(s): Roberto Tobar VAR: Mario Díaz de Vivar | Asistencia: Sin espectadores Árbitro(s): Roberto Tobar VAR: Mario Díaz de Vivar |

| 21 de julio, 21:30 (UTC-3)                                                   | Bragantino | 1:1 (0:1) (Global 3–1) | Independiente del Valle | Estadio Nabi Abi Chedid, Bragança Paulista                                     |                                                                                |
|                                                                              | Cuello 52' | Reporte                | Guerrero 4'             | Asistencia: Sin espectadores Árbitro(s): Carlos Betancur VAR: Esteban Ostojich | Asistencia: Sin espectadores Árbitro(s): Carlos Betancur VAR: Esteban Ostojich |
| Indep.del Valle pierde 1-3 en el marcador global y fue eliminado del torneo. |            |                        |                         |                                                                                |                                                                                |

### Cuartos de final
Llave 2:  Liga de Quito -  Athletico Parananense 
| 12 de agosto de 2021, 17:15 (UTC-5) | Liga de Quito | 1:0 (0:0) | Athletico Paranaense | Estadio Rodrigo Paz Delgado, Quito                                          |                                                                             |
|                                     | Reasco 87'    | Reporte   |                      | Asistencia: 0 espectadores Árbitro(s): Andrés Matonte VAR: Esteban Ostojich | Asistencia: 0 espectadores Árbitro(s): Andrés Matonte VAR: Esteban Ostojich |

| 19 de agosto de 2021, 19:15 (UTC-3)                                        | Athletico Paranaense                         | 4:2 (2:2) (Global 5-3) | Liga de Quito            | Arena da Baixada, Curitiba                                                  |                                                                             |
|                                                                            | Christian 26', 29' · Bissoli 62', 69' (pen.) | Reporte                | Amarilla 11' · Julio 43' | Asistencia: 0 espectadores Árbitro(s): Eber Aquino VAR: Mario Díaz de Vivar | Asistencia: 0 espectadores Árbitro(s): Eber Aquino VAR: Mario Díaz de Vivar |
| Liga de Quito pierde 5-3 en el marcador global y fue eliminado del torneo. |                                              |                        |                          |                                                                             |                                                                             |

## Torneos nacionales masculinos

### Supercopa de Ecuador

#### Cuadro
|  | Fase preliminar         | Fase preliminar         | Fase preliminar |               |               | Semifinales   | Semifinales | Semifinales |   |  | Final | Final | Final |  |
|  |                         |                         |                 |               |               |               |             |             |   |  |       |       |       |  |
|  |                         |                         |                 |               |               |               |             |             |   |  |       |       |       |  |
|  | Emelec                  | Emelec                  | 0               |               |               |               |             |             |   |  |       |       |       |  |
|  | Emelec                  | Emelec                  | 0               |               |               |               |             |             |   |  |       |       |       |  |
|  | 9 de Octubre            | 9 de Octubre            | 2               |               |               |               |             |             |   |  |       |       |       |  |
|  | 9 de Octubre            | 9 de Octubre            | 2               |               | Barcelona     | Barcelona     | 1           |             |   |  |       |       |       |  |
|  |                         |                         |                 |               | Barcelona     | Barcelona     | 1           |             |   |  |       |       |       |  |
|  |                         |                         | 9 de Octubre    | 9 de Octubre  | 0             |               |             |             |   |  |       |       |       |  |
|  |                         |                         | 9 de Octubre    | 9 de Octubre  | 0             |               |             |             |   |  |       |       |       |  |
|  |                         |                         |                 |               |               |               |             |             |   |  |       |       |       |  |
|  |                         |                         |                 |               |               |               |             |             |   |  |       |       |       |  |
|  |                         |                         |                 |               |               |               | Barcelona   | Barcelona   | 0 |  |       |       |       |  |
|  |                         |                         |                 |               |               |               |             |             | 0 |  |       |       |       |  |
|  |                         |                         | Liga de Quito   | Liga de Quito | 1             |               |             |             |   |  |       |       |       |  |
|  | Independiente del Valle | Independiente del Valle | Liga de Quito   | Liga de Quito | 1             | 3             |             |             |   |  |       |       |       |  |
|  | Independiente del Valle | Independiente del Valle |                 |               |               |               |             |             |   |  |       |       |       |  |
|  | Delfín                  | Delfín                  | 5               |               |               |               |             |             |   |  |       |       |       |  |
|  | Delfín                  | Delfín                  | 5               |               | Liga de Quito | Liga de Quito | 4           |             |   |  |       |       |       |  |
|  |                         |                         |                 |               | Liga de Quito | Liga de Quito | 4           |             |   |  |       |       |       |  |
|  |                         |                         | Delfín          | Delfín        | 2             |               |             |             |   |  |       |       |       |  |
|  |                         |                         | Delfín          | Delfín        | 2             |               |             |             |   |  |       |       |       |  |
|  |                         |                         |                 |               |               |               |             |             |   |  |       |       |       |  |
|  |                         |                         |                 |               |               |               |             |             |   |  |       |       |       |  |
|  |                         |                         |                 |               |               |               |             |             |   |  |       |       |       |  |
|  |                         |                         |                 |               |               |               |             |             |   |  |       |       |       |  |

|                                                 |
|                                                 |
| Campeón Liga Deportiva Universitaria 2.° título |

### LigaPro Serie A

#### Primera etapa
| Pos. | Equipo                  | Pts. | PJ | G  | E | P | GF | GC | Dif. | Clasificación                                 |
| ---- | ----------------------- | ---- | -- | -- | - | - | -- | -- | ---- | --------------------------------------------- |
| 1    | Emelec                  | 34   | 15 | 10 | 4 | 1 | 29 | 14 | +15  | Final de campeonato y Copa Libertadores 2022. |
| 2    | Barcelona               | 31   | 15 | 9  | 4 | 2 | 31 | 13 | +18  |                                               |
| 3    | Independiente del Valle | 27   | 15 | 8  | 3 | 4 | 27 | 18 | +9   |                                               |
| 4    | Universidad Católica    | 25   | 15 | 7  | 4 | 4 | 29 | 18 | +11  |                                               |
| 5    | Mushuc Runa             | 25   | 15 | 7  | 4 | 4 | 29 | 21 | +8   |                                               |
| 6    | Liga de Quito           | 25   | 15 | 6  | 7 | 2 | 22 | 19 | +3   |                                               |
| 7    | Macará                  | 23   | 15 | 6  | 5 | 4 | 17 | 17 | 0    |                                               |
| 8    | 9 de Octubre            | 20   | 15 | 6  | 2 | 7 | 22 | 21 | +1   |                                               |
| 9    | Aucas                   | 19   | 15 | 5  | 4 | 6 | 27 | 26 | +1   |                                               |
| 10   | Delfín                  | 18   | 15 | 4  | 6 | 5 | 19 | 25 | −6   |                                               |
| 11   | Deportivo Cuenca        | 16   | 15 | 4  | 4 | 7 | 14 | 18 | −4   |                                               |
| 12   | Manta                   | 16   | 15 | 4  | 4 | 7 | 18 | 25 | −7   |                                               |
| 13   | Técnico Universitario   | 13   | 15 | 3  | 4 | 8 | 11 | 17 | −6   |                                               |
| 14   | Orense                  | 12   | 15 | 3  | 3 | 9 | 14 | 24 | −10  |                                               |
| 15   | Guayaquil City          | 10   | 15 | 2  | 4 | 9 | 11 | 30 | −19  |                                               |
| 16   | Olmedo                  | 9    | 15 | 2  | 6 | 7 | 13 | 27 | −14  |                                               |

 Fuente: LigaPro
Notas:
1. ↑  Olmedo fue sancionado con la pérdida de 3 puntos debido a un incumplimiento del club al no cancelar deudas pendientes.[6][7]

#### Segunda etapa
| Pos. | Equipo                  | Pts. | PJ | G  | E | P  | GF | GC | Dif. | Clasificación                                 |
| ---- | ----------------------- | ---- | -- | -- | - | -- | -- | -- | ---- | --------------------------------------------- |
| 1    | Independiente del Valle | 34   | 15 | 10 | 4 | 1  | 29 | 9  | +20  | Final de campeonato y Copa Libertadores 2022. |
| 2    | Emelec                  | 30   | 15 | 9  | 3 | 3  | 30 | 15 | +15  |                                               |
| 3    | 9 de Octubre            | 30   | 15 | 9  | 3 | 3  | 25 | 17 | +8   |                                               |
| 4    | Universidad Católica    | 29   | 15 | 8  | 5 | 2  | 25 | 15 | +10  |                                               |
| 5    | Liga de Quito           | 23   | 15 | 6  | 5 | 4  | 27 | 22 | +5   |                                               |
| 6    | Delfín                  | 22   | 15 | 6  | 4 | 5  | 25 | 20 | +5   |                                               |
| 7    | Técnico Universitario   | 22   | 15 | 5  | 7 | 3  | 13 | 9  | +4   |                                               |
| 8    | Aucas                   | 20   | 15 | 5  | 5 | 5  | 20 | 17 | +3   |                                               |
| 9    | Barcelona               | 20   | 15 | 6  | 2 | 7  | 20 | 20 | 0    |                                               |
| 10   | Guayaquil City          | 20   | 15 | 6  | 2 | 7  | 16 | 18 | −2   |                                               |
| 11   | Orense                  | 19   | 15 | 4  | 7 | 4  | 14 | 13 | +1   |                                               |
| 12   | Deportivo Cuenca        | 16   | 15 | 4  | 4 | 7  | 25 | 24 | +1   |                                               |
| 13   | Mushuc Runa             | 16   | 15 | 4  | 4 | 7  | 12 | 21 | −9   |                                               |
| 14   | Macará                  | 13   | 15 | 3  | 4 | 8  | 18 | 29 | −11  |                                               |
| 15   | Manta                   | 12   | 15 | 2  | 6 | 7  | 11 | 21 | −10  |                                               |
| 16   | Olmedo                  | 1    | 15 | 0  | 1 | 14 | 9  | 49 | −40  |                                               |

 Fuente: LigaPro

#### Tabla acumulada
| Pos. | Equipo                  | Pts. | PJ | G  | E  | P  | GF | GC | Dif. | Clasificación                                         |
| ---- | ----------------------- | ---- | -- | -- | -- | -- | -- | -- | ---- | ----------------------------------------------------- |
| 1    | Emelec                  | 64   | 30 | 19 | 7  | 4  | 59 | 29 | +30  | Fase de grupos de Copa Libertadores 2022              |
| 2    | Independiente del Valle | 61   | 30 | 18 | 7  | 5  | 56 | 27 | +29  | Fase de grupos de Copa Libertadores 2022              |
| 3    | Universidad Católica    | 54   | 30 | 15 | 9  | 6  | 54 | 33 | +21  | Segunda fase clasificatoria de Copa Libertadores 2022 |
| 4    | Barcelona               | 51   | 30 | 15 | 6  | 9  | 51 | 33 | +18  | Primera fase clasificatoria de Copa Libertadores 2022 |
| 5    | 9 de Octubre            | 50   | 30 | 15 | 5  | 10 | 47 | 38 | +9   | Primera fase de Copa Sudamericana 2022                |
| 6    | Liga de Quito           | 48   | 30 | 12 | 12 | 6  | 49 | 41 | +8   | Primera fase de Copa Sudamericana 2022                |
| 7    | Mushuc Runa             | 41   | 30 | 11 | 8  | 11 | 41 | 42 | −1   | Primera fase de Copa Sudamericana 2022                |
| 8    | Delfín                  | 40   | 30 | 10 | 10 | 10 | 44 | 45 | −1   | Primera fase de Copa Sudamericana 2022                |
| 9    | Aucas                   | 39   | 30 | 10 | 9  | 11 | 47 | 43 | +4   |                                                       |
| 10   | Macará                  | 36   | 30 | 9  | 9  | 12 | 35 | 46 | −11  |                                                       |
| 11   | Técnico Universitario   | 35   | 30 | 8  | 11 | 11 | 24 | 26 | −2   |                                                       |
| 12   | Deportivo Cuenca        | 32   | 30 | 8  | 8  | 14 | 39 | 42 | −3   |                                                       |
| 13   | Orense                  | 31   | 30 | 7  | 10 | 13 | 28 | 37 | −9   |                                                       |
| 14   | Guayaquil City          | 30   | 30 | 8  | 6  | 16 | 27 | 48 | −21  |                                                       |
| 15   | Manta                   | 28   | 30 | 6  | 10 | 14 | 29 | 46 | −17  | Descenso a la Serie B 2022                            |
| 16   | Olmedo                  | 10   | 30 | 2  | 7  | 21 | 22 | 76 | −54  | Descenso a la Serie B 2022                            |

 Fuente: LigaPro
Criterios de clasificación: 1) Puntos; 2) Diferencia de gol; 3) Goles anotados; 4) Goles de visitante; 5) Resultados en partidos directos; 6) Sorteo.
Notas:
1. ↑  Olmedo fue sancionado con la pérdida de 3 puntos debido a un incumplimiento del club al no cancelar deudas pendientes.[6][7]

#### Tercera etapa

##### Final
| Equipo                  | Método de clasificación     |
| ----------------------- | --------------------------- |
| Club Sport Emelec       | Ganador de la Primera etapa |
| Independiente del Valle | Ganador de la Segunda etapa |

- Los horarios corresponden a la hora de Ecuador (UTC-5).

Ida
| 5 de diciembre, 20:00 | Independiente del Valle              | 3:1 (1:0)                                         | Emelec                 | Estadio Banco Guayaquil, Sangolquí                                       |                                                                          |
| | Sornoza 22', 53' (pen.) · Bauman 74' | LigaPro Reporte Ecuagol Reporte Soccerway Reporte | Rodríguez 90+9' (pen.) | Asistencia: 4696 espectadores Árbitro(s): Luis Quiroz VAR: Érick Miranda | Asistencia: 4696 espectadores Árbitro(s): Luis Quiroz VAR: Érick Miranda |
| El partido estaba programado para las 19:00; sin embargo, se reprogramó para las 20:00 debido al estado del campo de juego como consecuencia de la fuerte lluvia. |                                      |                                                   |                        |                                                                          |                                                                          |

Vuelta
| 12 de diciembre, 19:00 | Emelec       | 1:1 (1:1) (Global 2:4)                            | Independiente del Valle | Estadio Banco del Pacífico-Capwell, Guayaquil |                                             |
| | Arroyo 45+8' | LigaPro Reporte Ecuagol Reporte Soccerway Reporte | Schunke 8'              | Árbitro(s): Augusto Aragón VAR: César Ramos   | Árbitro(s): Augusto Aragón VAR: César Ramos |
| El inicio del segundo tiempo estuvo demorado 45 minutos debido al estado del campo de juego como consecuencia de la fuerte lluvia. |              |                                                   |                         |                                               |                                             |

- Independiente del Valle ganó 4 - 2 en el marcador global.

|                                             |
|                                             |
| Campeón Independiente del Valle 1.er título |

### LigaPro Serie B
La LigaPro Serie B 2021 tendrá la participación de 10 equipos que disputarán dos etapas con sistema de todos contra todos; al finalizar el año los dos primeros clasificados de la tabla general acumulada (suma de ambas etapas) obtendrán dos cupos directos a la LigaPro Serie A 2022.

#### Primera etapa
| Pos. | Equipo                 | Pts. | PJ | G  | E | P  | GF | GC | Dif. |
| ---- | ---------------------- | ---- | -- | -- | - | -- | -- | -- | ---- |
| 1    | Cumbayá                | 34   | 18 | 10 | 4 | 4  | 21 | 15 | +6   |
| 2    | El Nacional            | 31   | 18 | 9  | 4 | 5  | 24 | 13 | +11  |
| 3    | Independiente Juniors  | 29   | 18 | 8  | 5 | 5  | 29 | 22 | +7   |
| 4    | Guayaquil Sport        | 29   | 18 | 9  | 2 | 7  | 24 | 24 | 0    |
| 5    | Chacaritas             | 24   | 18 | 6  | 6 | 6  | 18 | 20 | −2   |
| 6    | Atlético Santo Domingo | 22   | 18 | 6  | 4 | 8  | 17 | 20 | −3   |
| 7    | Gualaceo               | 21   | 18 | 5  | 6 | 7  | 16 | 17 | −1   |
| 8    | América de Quito       | 20   | 18 | 4  | 8 | 6  | 16 | 17 | −1   |
| 9    | Liga de Portoviejo     | 20   | 18 | 5  | 5 | 8  | 24 | 29 | −5   |
| 10   | Atlético Porteño       | 16   | 18 | 4  | 4 | 10 | 20 | 32 | −12  |

 Fuente: LigaPro

#### Segunda etapa
| Pos. | Equipo                 | Pts. | PJ | G  | E | P  | GF | GC | Dif. |
| ---- | ---------------------- | ---- | -- | -- | - | -- | -- | -- | ---- |
| 1    | Gualaceo               | 39   | 18 | 12 | 3 | 3  | 30 | 14 | +16  |
| 2    | Cumbayá                | 33   | 18 | 10 | 3 | 5  | 26 | 21 | +5   |
| 3    | El Nacional            | 28   | 18 | 7  | 7 | 4  | 25 | 23 | +2   |
| 4    | América de Quito       | 27   | 18 | 6  | 9 | 3  | 25 | 16 | +9   |
| 5    | Chacaritas             | 25   | 18 | 6  | 7 | 5  | 17 | 14 | +3   |
| 6    | Atlético Porteño       | 23   | 18 | 7  | 2 | 9  | 26 | 32 | −6   |
| 7    | Atlético Santo Domingo | 20   | 18 | 4  | 8 | 6  | 20 | 24 | −4   |
| 8    | Guayaquil Sport        | 18   | 18 | 5  | 3 | 10 | 17 | 29 | −12  |
| 9    | Liga de Portoviejo     | 17   | 18 | 4  | 5 | 9  | 18 | 23 | −5   |
| 10   | Independiente Juniors  | 14   | 18 | 3  | 5 | 10 | 16 | 24 | −8   |

 Fuente: LigaPro

#### Tabla acumulada
| Pos. | Equipo                 | Pts. | PJ | G  | E  | P  | GF | GC | Dif. | Clasificación                         |
| ---- | ---------------------- | ---- | -- | -- | -- | -- | -- | -- | ---- | ------------------------------------- |
| 1    | Cumbayá (C)            | 67   | 36 | 20 | 7  | 9  | 47 | 36 | +11  | Ascenso a la Serie A 2022.            |
| 2    | Gualaceo               | 60   | 36 | 17 | 9  | 10 | 46 | 31 | +15  | Ascenso a la Serie A 2022.            |
| 3    | El Nacional            | 59   | 36 | 16 | 11 | 9  | 49 | 36 | +13  |                                       |
| 4    | Chacaritas             | 49   | 36 | 12 | 13 | 11 | 35 | 34 | +1   |                                       |
| 5    | América de Quito       | 47   | 36 | 10 | 17 | 9  | 41 | 33 | +8   |                                       |
| 6    | Guayaquil Sport        | 47   | 36 | 14 | 5  | 17 | 41 | 53 | −12  |                                       |
| 7    | Independiente Juniors  | 43   | 36 | 11 | 10 | 15 | 45 | 46 | −1   |                                       |
| 8    | Atlético Santo Domingo | 42   | 36 | 10 | 12 | 14 | 37 | 44 | −7   |                                       |
| 9    | Atlético Porteño (D)   | 39   | 36 | 11 | 6  | 19 | 46 | 64 | −18  | Descenso a la Segunda Categoría 2022. |
| 10   | Liga de Portoviejo (D) | 37   | 36 | 9  | 10 | 17 | 42 | 52 | −10  | Descenso a la Segunda Categoría 2022. |

 Fuente: LigaPro
Notas:
1. ↑  Los equipos filiales no son elegibles para el ascenso.

#### Campeón
|                                                          |
| Cumbayá Fútbol Club 1.er título Ascendió a la Serie A    |
| También ascendió Gualaceo Sporting Club como subcampeón. |

### Segunda Categoría
El cuadro final lo disputarán los 32 equipos clasificados de la primera ronda, se emparejarán desde la ronda de dieciseisavos de final. La conformación de las llaves se realizó por parte del Departamento de Competiciones de la FEF el 28 de julio de 2021.
|  | Dieciseisavos de final                                                       | Dieciseisavos de final                                                       | Dieciseisavos de final | Dieciseisavos de final | Dieciseisavos de final |   |                    | Octavos de final                 | Octavos de final                 | Octavos de final                 | Octavos de final                 | Octavos de final                 |  |                  | Cuartos de final   | Cuartos de final   | Cuartos de final   | Cuartos de final   | Cuartos de final   |  |                  | Semifinales         | Semifinales         | Semifinales         | Semifinales         | Semifinales         |  |          | Final          | Final          | Final          |  |
|  | 10 al 19 de septiembre                                                       | 10 al 19 de septiembre                                                       | 10 al 19 de septiembre | 10 al 19 de septiembre | 10 al 19 de septiembre |   |                    | 24 de septiembre al 2 de octubre | 24 de septiembre al 2 de octubre | 24 de septiembre al 2 de octubre | 24 de septiembre al 2 de octubre | 24 de septiembre al 2 de octubre |  |                  | 9 al 16 de octubre | 9 al 16 de octubre | 9 al 16 de octubre | 9 al 16 de octubre | 9 al 16 de octubre |  |                  | 23 al 30 de octubre | 23 al 30 de octubre | 23 al 30 de octubre | 23 al 30 de octubre | 23 al 30 de octubre |  |          | 6 de noviembre | 6 de noviembre | 6 de noviembre |  |
|  |                                                                              |                                                                              |                        |                        |                        |   |                    |                                  |                                  |                                  |                                  |                                  |  |                  |                    |                    |                    |                    |                    |  |                  |                     |                     |                     |                     |                     |  |          |                |                |                |  |
|  |                                                                              |                                                                              |                        |                        |                        |   |                    |                                  |                                  |                                  |                                  |                                  |  |                  |                    |                    |                    |                    |                    |  |                  |                     |                     |                     |                     |                     |  |          |                |                |                |  |
|  | Libertad                                                                     | Libertad                                                                     | 1                      | 3                      | 4                      |   |                    |                                  |                                  |                                  |                                  |                                  |  |                  |                    |                    |                    |                    |                    |  |                  |                     |                     |                     |                     |                     |  |          |                |                |                |  |
|  | Libertad                                                                     | Libertad                                                                     | 1                      | 3                      | 4                      |   |                    |                                  |                                  |                                  |                                  |                                  |  |                  |                    |                    |                    |                    |                    |  |                  |                     |                     |                     |                     |                     |  |          |                |                |                |  |
|  | Fijalán                                                                      | Fijalán                                                                      | 0                      | 2                      | 2                      |   |                    |                                  |                                  |                                  |                                  |                                  |  |                  |                    |                    |                    |                    |                    |  |                  |                     |                     |                     |                     |                     |  |          |                |                |                |  |
|  | Fijalán                                                                      | Fijalán                                                                      | 0                      | 2                      | 2                      |   | Libertad           | Libertad                         | 2                                | 0                                | 2                                |                                  |  |                  |                    |                    |                    |                    |                    |  |                  |                     |                     |                     |                     |                     |  |          |                |                |                |  |
|  |                                                                              |                                                                              |                        |                        |                        |   | Libertad           | Libertad                         | 2                                | 0                                | 2                                |                                  |  |                  |                    |                    |                    |                    |                    |  |                  |                     |                     |                     |                     |                     |  |          |                |                |                |  |
|  |                                                                              |                                                                              | Unibolívar             | Unibolívar             | 0                      | 1 | 1                  |                                  |                                  |                                  |                                  |                                  |  |                  |                    |                    |                    |                    |                    |  |                  |                     |                     |                     |                     |                     |  |          |                |                |                |  |
|  | Unibolívar                                                                   | Unibolívar                                                                   | Unibolívar             | Unibolívar             | 0                      | 1 | 1                  | 2                                | 2                                | 4                                |                                  |                                  |  |                  |                    |                    |                    |                    |                    |  |                  |                     |                     |                     |                     |                     |  |          |                |                |                |  |
|  | Unibolívar                                                                   | Unibolívar                                                                   |                        |                        |                        |   |                    |                                  |                                  | 4                                |                                  |                                  |  |                  |                    |                    |                    |                    |                    |  |                  |                     |                     |                     |                     |                     |  |          |                |                |                |  |
|  | Carlos Borbor Reyes                                                          | Carlos Borbor Reyes                                                          | 0                      | 0                      | 0                      |   |                    |                                  |                                  |                                  |                                  |                                  |  |                  |                    |                    |                    |                    |                    |  |                  |                     |                     |                     |                     |                     |  |          |                |                |                |  |
|  | Carlos Borbor Reyes                                                          | Carlos Borbor Reyes                                                          | 0                      | 0                      | 0                      |   |                    |                                  |                                  |                                  |                                  |                                  |  | Libertad         | Libertad           | 4                  | 2                  | 6                  |                    |  |                  |                     |                     |                     |                     |                     |  |          |                |                |                |  |
|  |                                                                              |                                                                              |                        |                        |                        |   |                    |                                  |                                  |                                  |                                  |                                  |  | Libertad         | Libertad           | 4                  | 2                  | 6                  |                    |  |                  |                     |                     |                     |                     |                     |  |          |                |                |                |  |
|  |                                                                              |                                                                              | Insutec                | Insutec                | 2                      | 2 | 4                  |                                  |                                  |                                  |                                  |                                  |  |                  |                    |                    |                    |                    |                    |  |                  |                     |                     |                     |                     |                     |  |          |                |                |                |  |
|  | Universitario                                                                | Universitario                                                                | Insutec                | Insutec                | 2                      | 2 | 4                  | 0                                | 0                                | 0                                |                                  |                                  |  |                  |                    |                    |                    |                    |                    |  |                  |                     |                     |                     |                     |                     |  |          |                |                |                |  |
|  | Universitario                                                                | Universitario                                                                |                        |                        |                        |   |                    |                                  |                                  | 0                                |                                  |                                  |  |                  |                    |                    |                    |                    |                    |  |                  |                     |                     |                     |                     |                     |  |          |                |                |                |  |
|  | Mineros                                                                      | Mineros                                                                      | 1                      | 0                      | 1                      |   |                    |                                  |                                  |                                  |                                  |                                  |  |                  |                    |                    |                    |                    |                    |  |                  |                     |                     |                     |                     |                     |  |          |                |                |                |  |
|  | Mineros                                                                      | Mineros                                                                      | 1                      | 0                      | 1                      |   | Mineros            | Mineros                          | 0                                | 3                                | 3                                |                                  |  |                  |                    |                    |                    |                    |                    |  |                  |                     |                     |                     |                     |                     |  |          |                |                |                |  |
|  |                                                                              |                                                                              |                        |                        |                        |   | Mineros            | Mineros                          | 0                                | 3                                | 3                                |                                  |  |                  |                    |                    |                    |                    |                    |  |                  |                     |                     |                     |                     |                     |  |          |                |                |                |  |
|  |                                                                              |                                                                              | Insutec                | Insutec                | 1                      | 3 | 4                  |                                  |                                  |                                  |                                  |                                  |  |                  |                    |                    |                    |                    |                    |  |                  |                     |                     |                     |                     |                     |  |          |                |                |                |  |
|  | Santa Rita                                                                   | Santa Rita                                                                   | Insutec                | Insutec                | 1                      | 3 | 4                  | 0                                | 0                                | 0                                |                                  |                                  |  |                  |                    |                    |                    |                    |                    |  |                  |                     |                     |                     |                     |                     |  |          |                |                |                |  |
|  | Santa Rita                                                                   | Santa Rita                                                                   |                        |                        |                        |   |                    |                                  |                                  | 0                                |                                  |                                  |  |                  |                    |                    |                    |                    |                    |  |                  |                     |                     |                     |                     |                     |  |          |                |                |                |  |
|  | Insutec                                                                      | Insutec                                                                      | 2                      | 0                      | 2                      |   |                    |                                  |                                  |                                  |                                  |                                  |  |                  |                    |                    |                    |                    |                    |  |                  |                     |                     |                     |                     |                     |  |          |                |                |                |  |
|  | Insutec                                                                      | Insutec                                                                      | 2                      | 0                      | 2                      |   |                    |                                  |                                  |                                  |                                  |                                  |  |                  |                    |                    |                    |                    |                    |  | Libertad         | Libertad            | 0                   | 1                   | 1                   |                     |  |          |                |                |                |  |
|  |                                                                              |                                                                              |                        |                        |                        |   |                    |                                  |                                  |                                  |                                  |                                  |  |                  |                    |                    |                    |                    |                    |  | Libertad         | Libertad            | 0                   | 1                   | 1                   |                     |  |          |                |                |                |  |
|  |                                                                              |                                                                              | La Unión               | La Unión               | 0                      | 0 | 0                  |                                  |                                  |                                  |                                  |                                  |  |                  |                    |                    |                    |                    |                    |  |                  |                     |                     |                     |                     |                     |  |          |                |                |                |  |
|  | La Unión                                                                     | La Unión                                                                     | La Unión               | La Unión               | 0                      | 0 | 0                  | 2                                | 3                                | 5                                |                                  |                                  |  |                  |                    |                    |                    |                    |                    |  |                  |                     |                     |                     |                     |                     |  |          |                |                |                |  |
|  | La Unión                                                                     | La Unión                                                                     |                        |                        |                        |   |                    |                                  |                                  | 5                                |                                  |                                  |  |                  |                    |                    |                    |                    |                    |  |                  |                     |                     |                     |                     |                     |  |          |                |                |                |  |
|  | Deportivo Bolívar                                                            | Deportivo Bolívar                                                            | 0                      | 0                      | 0                      |   |                    |                                  |                                  |                                  |                                  |                                  |  |                  |                    |                    |                    |                    |                    |  |                  |                     |                     |                     |                     |                     |  |          |                |                |                |  |
|  | Deportivo Bolívar                                                            | Deportivo Bolívar                                                            | 0                      | 0                      | 0                      |   | La Unión           | La Unión                         | 0                                | 3                                | 3                                |                                  |  |                  |                    |                    |                    |                    |                    |  |                  |                     |                     |                     |                     |                     |  |          |                |                |                |  |
|  |                                                                              |                                                                              |                        |                        |                        |   | La Unión           | La Unión                         | 0                                | 3                                | 3                                |                                  |  |                  |                    |                    |                    |                    |                    |  |                  |                     |                     |                     |                     |                     |  |          |                |                |                |  |
|  |                                                                              |                                                                              | Juventud               | Juventud               | 0                      | 1 | 1                  |                                  |                                  |                                  |                                  |                                  |  |                  |                    |                    |                    |                    |                    |  |                  |                     |                     |                     |                     |                     |  |          |                |                |                |  |
|  | Espoli                                                                       | Espoli                                                                       | Juventud               | Juventud               | 0                      | 1 | 1                  | 1                                | 0                                | 1                                |                                  |                                  |  |                  |                    |                    |                    |                    |                    |  |                  |                     |                     |                     |                     |                     |  |          |                |                |                |  |
|  | Espoli                                                                       | Espoli                                                                       |                        |                        |                        |   |                    |                                  |                                  | 1                                |                                  |                                  |  |                  |                    |                    |                    |                    |                    |  |                  |                     |                     |                     |                     |                     |  |          |                |                |                |  |
|  | Juventud                                                                     | Juventud                                                                     | 1                      | 1                      | 2                      |   |                    |                                  |                                  |                                  |                                  |                                  |  |                  |                    |                    |                    |                    |                    |  |                  |                     |                     |                     |                     |                     |  |          |                |                |                |  |
|  | Juventud                                                                     | Juventud                                                                     | 1                      | 1                      | 2                      |   |                    |                                  |                                  |                                  |                                  |                                  |  | La Unión         | La Unión           | 4                  | 1                  | 5                  |                    |  |                  |                     |                     |                     |                     |                     |  |          |                |                |                |  |
|  |                                                                              |                                                                              |                        |                        |                        |   |                    |                                  |                                  |                                  |                                  |                                  |  | La Unión         | La Unión           | 4                  | 1                  | 5                  |                    |  |                  |                     |                     |                     |                     |                     |  |          |                |                |                |  |
|  |                                                                              |                                                                              | Miguel Iturralde       | Miguel Iturralde       | 0                      | 0 | 0                  |                                  |                                  |                                  |                                  |                                  |  |                  |                    |                    |                    |                    |                    |  |                  |                     |                     |                     |                     |                     |  |          |                |                |                |  |
|  | Portoviejo                                                                   | Portoviejo                                                                   | Miguel Iturralde       | Miguel Iturralde       | 0                      | 0 | 0                  | 0                                | 2                                | 2                                |                                  |                                  |  |                  |                    |                    |                    |                    |                    |  |                  |                     |                     |                     |                     |                     |  |          |                |                |                |  |
|  | Portoviejo                                                                   | Portoviejo                                                                   |                        |                        |                        |   |                    |                                  |                                  | 2                                |                                  |                                  |  |                  |                    |                    |                    |                    |                    |  |                  |                     |                     |                     |                     |                     |  |          |                |                |                |  |
|  | Pastaza                                                                      | Pastaza                                                                      | 0                      | 0                      | 0                      |   |                    |                                  |                                  |                                  |                                  |                                  |  |                  |                    |                    |                    |                    |                    |  |                  |                     |                     |                     |                     |                     |  |          |                |                |                |  |
|  | Pastaza                                                                      | Pastaza                                                                      | 0                      | 0                      | 0                      |   | Portoviejo         | Portoviejo                       | 1                                | 1                                | 2                                |                                  |  |                  |                    |                    |                    |                    |                    |  |                  |                     |                     |                     |                     |                     |  |          |                |                |                |  |
|  |                                                                              |                                                                              |                        |                        |                        |   | Portoviejo         | Portoviejo                       | 1                                | 1                                | 2                                |                                  |  |                  |                    |                    |                    |                    |                    |  |                  |                     |                     |                     |                     |                     |  |          |                |                |                |  |
|  |                                                                              |                                                                              | Miguel Iturralde       | Miguel Iturralde       | 2                      | 1 | 3                  |                                  |                                  |                                  |                                  |                                  |  |                  |                    |                    |                    |                    |                    |  |                  |                     |                     |                     |                     |                     |  |          |                |                |                |  |
|  | Loja Federal                                                                 | Loja Federal                                                                 | Miguel Iturralde       | Miguel Iturralde       | 2                      | 1 | 3                  | 2                                | 0                                | 2                                |                                  |                                  |  |                  |                    |                    |                    |                    |                    |  |                  |                     |                     |                     |                     |                     |  |          |                |                |                |  |
|  | Loja Federal                                                                 | Loja Federal                                                                 |                        |                        |                        |   |                    |                                  |                                  | 2                                |                                  |                                  |  |                  |                    |                    |                    |                    |                    |  |                  |                     |                     |                     |                     |                     |  |          |                |                |                |  |
|  | Miguel Iturralde                                                             | Miguel Iturralde                                                             | 2                      | 1                      | 3                      |   |                    |                                  |                                  |                                  |                                  |                                  |  |                  |                    |                    |                    |                    |                    |  |                  |                     |                     |                     |                     |                     |  |          |                |                |                |  |
|  | Miguel Iturralde                                                             | Miguel Iturralde                                                             | 2                      | 1                      | 3                      |   |                    |                                  |                                  |                                  |                                  |                                  |  |                  |                    |                    |                    |                    |                    |  |                  |                     |                     |                     |                     |                     |  | Libertad | Libertad       | 0 (6)          |                |  |
|  |                                                                              |                                                                              |                        |                        |                        |   |                    |                                  |                                  |                                  |                                  |                                  |  |                  |                    |                    |                    |                    |                    |  |                  |                     |                     |                     |                     |                     |  | Libertad | Libertad       | 0 (6)          |                |  |
|  |                                                                              |                                                                              | Imbabura               | Imbabura               | 0 (5)                  |   |                    |                                  |                                  |                                  |                                  |                                  |  |                  |                    |                    |                    |                    |                    |  |                  |                     |                     |                     |                     |                     |  |          |                |                |                |  |
|  | Dep. Santa Elena                                                             | Dep. Santa Elena                                                             | Imbabura               | Imbabura               | 0 (5)                  | 1 | 2                  | 3                                |                                  |                                  |                                  |                                  |  |                  |                    |                    |                    |                    |                    |  |                  |                     |                     |                     |                     |                     |  |          |                |                |                |  |
|  | Dep. Santa Elena                                                             | Dep. Santa Elena                                                             |                        |                        |                        |   |                    |                                  |                                  |                                  |                                  |                                  |  |                  |                    |                    |                    |                    |                    |  |                  |                     |                     |                     |                     |                     |  |          |                |                |                |  |
|  | Leones del Norte                                                             | Leones del Norte                                                             | 3                      | 1                      | 4                      |   |                    |                                  |                                  |                                  |                                  |                                  |  |                  |                    |                    |                    |                    |                    |  |                  |                     |                     |                     |                     |                     |  |          |                |                |                |  |
|  | Leones del Norte                                                             | Leones del Norte                                                             | 3                      | 1                      | 4                      |   | Leones del Norte   | Leones del Norte                 | 2                                | 0                                | 2                                |                                  |  |                  |                    |                    |                    |                    |                    |  |                  |                     |                     |                     |                     |                     |  |          |                |                |                |  |
|  |                                                                              |                                                                              |                        |                        |                        |   | Leones del Norte   | Leones del Norte                 | 2                                | 0                                | 2                                |                                  |  |                  |                    |                    |                    |                    |                    |  |                  |                     |                     |                     |                     |                     |  |          |                |                |                |  |
|  |                                                                              |                                                                              | Aampetra               | Aampetra               | 0                      | 1 | 1                  |                                  |                                  |                                  |                                  |                                  |  |                  |                    |                    |                    |                    |                    |  |                  |                     |                     |                     |                     |                     |  |          |                |                |                |  |
|  | Huancavilca                                                                  | Huancavilca                                                                  | Aampetra               | Aampetra               | 0                      | 1 | 1                  | 0                                | 1                                | 1                                |                                  |                                  |  |                  |                    |                    |                    |                    |                    |  |                  |                     |                     |                     |                     |                     |  |          |                |                |                |  |
|  | Huancavilca                                                                  | Huancavilca                                                                  |                        |                        |                        |   |                    |                                  |                                  | 1                                |                                  |                                  |  |                  |                    |                    |                    |                    |                    |  |                  |                     |                     |                     |                     |                     |  |          |                |                |                |  |
|  | Aampetra                                                                     | Aampetra                                                                     | 3                      | 0                      | 3                      |   |                    |                                  |                                  |                                  |                                  |                                  |  |                  |                    |                    |                    |                    |                    |  |                  |                     |                     |                     |                     |                     |  |          |                |                |                |  |
|  | Aampetra                                                                     | Aampetra                                                                     | 3                      | 0                      | 3                      |   |                    |                                  |                                  |                                  |                                  |                                  |  | Leones del Norte | Leones del Norte   | 1                  | 2                  | 3 (4)              |                    |  |                  |                     |                     |                     |                     |                     |  |          |                |                |                |  |
|  |                                                                              |                                                                              |                        |                        |                        |   |                    |                                  |                                  |                                  |                                  |                                  |  | Leones del Norte | Leones del Norte   | 1                  | 2                  | 3 (4)              |                    |  |                  |                     |                     |                     |                     |                     |  |          |                |                |                |  |
|  |                                                                              |                                                                              | Dep. Santo Domingo     | Dep. Santo Domingo     | 2                      | 1 | 3 (3)              |                                  |                                  |                                  |                                  |                                  |  |                  |                    |                    |                    |                    |                    |  |                  |                     |                     |                     |                     |                     |  |          |                |                |                |  |
|  | [[Archivo:\|20x20px\|border\|Bandera de Esmeraldas (Ecuador)]] Vargas Torres | [[Archivo:\|20x20px\|border\|Bandera de Esmeraldas (Ecuador)]] Vargas Torres | Dep. Santo Domingo     | Dep. Santo Domingo     | 2                      | 1 | 3 (3)              | 0                                | 0                                | 0 (3)                            |                                  |                                  |  |                  |                    |                    |                    |                    |                    |  |                  |                     |                     |                     |                     |                     |  |          |                |                |                |  |
|  | [[Archivo:\|20x20px\|border\|Bandera de Esmeraldas (Ecuador)]] Vargas Torres | [[Archivo:\|20x20px\|border\|Bandera de Esmeraldas (Ecuador)]] Vargas Torres |                        |                        |                        |   |                    |                                  |                                  | 0 (3)                            |                                  |                                  |  |                  |                    |                    |                    |                    |                    |  |                  |                     |                     |                     |                     |                     |  |          |                |                |                |  |
|  | Dep. Santo Domingo                                                           | Dep. Santo Domingo                                                           | 0                      | 0                      | 0 (4)                  |   |                    |                                  |                                  |                                  |                                  |                                  |  |                  |                    |                    |                    |                    |                    |  |                  |                     |                     |                     |                     |                     |  |          |                |                |                |  |
|  | Dep. Santo Domingo                                                           | Dep. Santo Domingo                                                           | 0                      | 0                      | 0 (4)                  |   | Dep. Santo Domingo | Dep. Santo Domingo               | 0                                | 4                                | 4                                |                                  |  |                  |                    |                    |                    |                    |                    |  |                  |                     |                     |                     |                     |                     |  |          |                |                |                |  |
|  |                                                                              |                                                                              |                        |                        |                        |   | Dep. Santo Domingo | Dep. Santo Domingo               | 0                                | 4                                | 4                                |                                  |  |                  |                    |                    |                    |                    |                    |  |                  |                     |                     |                     |                     |                     |  |          |                |                |                |  |
|  |                                                                              |                                                                              | Deportivo Colón        | Deportivo Colón        | 1                      | 1 | 2                  |                                  |                                  |                                  |                                  |                                  |  |                  |                    |                    |                    |                    |                    |  |                  |                     |                     |                     |                     |                     |  |          |                |                |                |  |
|  | UTC                                                                          | UTC                                                                          | Deportivo Colón        | Deportivo Colón        | 1                      | 1 | 2                  | 0                                | 0                                | 0                                |                                  |                                  |  |                  |                    |                    |                    |                    |                    |  |                  |                     |                     |                     |                     |                     |  |          |                |                |                |  |
|  | UTC                                                                          | UTC                                                                          |                        |                        |                        |   |                    |                                  |                                  | 0                                |                                  |                                  |  |                  |                    |                    |                    |                    |                    |  |                  |                     |                     |                     |                     |                     |  |          |                |                |                |  |
|  | Deportivo Colón                                                              | Deportivo Colón                                                              | 1                      | 0                      | 1                      |   |                    |                                  |                                  |                                  |                                  |                                  |  |                  |                    |                    |                    |                    |                    |  |                  |                     |                     |                     |                     |                     |  |          |                |                |                |  |
|  | Deportivo Colón                                                              | Deportivo Colón                                                              | 1                      | 0                      | 1                      |   |                    |                                  |                                  |                                  |                                  |                                  |  |                  |                    |                    |                    |                    |                    |  | Leones del Norte | Leones del Norte    | 1                   | 0                   | 1                   |                     |  |          |                |                |                |  |
|  |                                                                              |                                                                              |                        |                        |                        |   |                    |                                  |                                  |                                  |                                  |                                  |  |                  |                    |                    |                    |                    |                    |  | Leones del Norte | Leones del Norte    | 1                   | 0                   | 1                   |                     |  |          |                |                |                |  |
|  |                                                                              |                                                                              | Imbabura               | Imbabura               | 1                      | 2 | 3                  |                                  |                                  |                                  |                                  |                                  |  |                  |                    |                    |                    |                    |                    |  |                  |                     |                     |                     |                     |                     |  |          |                |                |                |  |
|  | Atacames                                                                     | Atacames                                                                     | Imbabura               | Imbabura               | 1                      | 2 | 3                  | 0                                | 1                                | 1                                |                                  |                                  |  |                  |                    |                    |                    |                    |                    |  |                  |                     |                     |                     |                     |                     |  |          |                |                |                |  |
|  | Atacames                                                                     | Atacames                                                                     |                        |                        |                        |   |                    |                                  |                                  | 1                                |                                  |                                  |  |                  |                    |                    |                    |                    |                    |  |                  |                     |                     |                     |                     |                     |  |          |                |                |                |  |
|  | Pelileo (v.)                                                                 | Pelileo (v.)                                                                 | 0                      | 1                      | 1                      |   |                    |                                  |                                  |                                  |                                  |                                  |  |                  |                    |                    |                    |                    |                    |  |                  |                     |                     |                     |                     |                     |  |          |                |                |                |  |
|  | Pelileo (v.)                                                                 | Pelileo (v.)                                                                 | 0                      | 1                      | 1                      |   | Pelileo            | Pelileo                          | 0                                | 2                                | 2                                |                                  |  |                  |                    |                    |                    |                    |                    |  |                  |                     |                     |                     |                     |                     |  |          |                |                |                |  |
|  |                                                                              |                                                                              |                        |                        |                        |   | Pelileo            | Pelileo                          | 0                                | 2                                | 2                                |                                  |  |                  |                    |                    |                    |                    |                    |  |                  |                     |                     |                     |                     |                     |  |          |                |                |                |  |
|  |                                                                              |                                                                              | Emanuel                | Emanuel                | 1                      | 0 | 1                  |                                  |                                  |                                  |                                  |                                  |  |                  |                    |                    |                    |                    |                    |  |                  |                     |                     |                     |                     |                     |  |          |                |                |                |  |
|  | Santa Fe                                                                     | Santa Fe                                                                     | Emanuel                | Emanuel                | 1                      | 0 | 1                  | 0                                | 1                                | 1                                |                                  |                                  |  |                  |                    |                    |                    |                    |                    |  |                  |                     |                     |                     |                     |                     |  |          |                |                |                |  |
|  | Santa Fe                                                                     | Santa Fe                                                                     |                        |                        |                        |   |                    |                                  |                                  | 1                                |                                  |                                  |  |                  |                    |                    |                    |                    |                    |  |                  |                     |                     |                     |                     |                     |  |          |                |                |                |  |
|  | Emanuel                                                                      | Emanuel                                                                      | 1                      | 1                      | 2                      |   |                    |                                  |                                  |                                  |                                  |                                  |  |                  |                    |                    |                    |                    |                    |  |                  |                     |                     |                     |                     |                     |  |          |                |                |                |  |
|  | Emanuel                                                                      | Emanuel                                                                      | 1                      | 1                      | 2                      |   |                    |                                  |                                  |                                  |                                  |                                  |  | Pelileo          | Pelileo            | 1                  | 2                  | 3                  |                    |  |                  |                     |                     |                     |                     |                     |  |          |                |                |                |  |
|  |                                                                              |                                                                              |                        |                        |                        |   |                    |                                  |                                  |                                  |                                  |                                  |  | Pelileo          | Pelileo            | 1                  | 2                  | 3                  |                    |  |                  |                     |                     |                     |                     |                     |  |          |                |                |                |  |
|  |                                                                              |                                                                              | Imbabura               | Imbabura               | 1                      | 4 | 5                  |                                  |                                  |                                  |                                  |                                  |  |                  |                    |                    |                    |                    |                    |  |                  |                     |                     |                     |                     |                     |  |          |                |                |                |  |
|  | Imbabura                                                                     | Imbabura                                                                     | Imbabura               | Imbabura               | 1                      | 4 | 5                  | 2                                | 3                                | 5                                |                                  |                                  |  |                  |                    |                    |                    |                    |                    |  |                  |                     |                     |                     |                     |                     |  |          |                |                |                |  |
|  | Imbabura                                                                     | Imbabura                                                                     |                        |                        |                        |   |                    |                                  |                                  | 5                                |                                  |                                  |  |                  |                    |                    |                    |                    |                    |  |                  |                     |                     |                     |                     |                     |  |          |                |                |                |  |
|  | Deportivo Guano                                                              | Deportivo Guano                                                              | 1                      | 0                      | 1                      |   |                    |                                  |                                  |                                  |                                  |                                  |  |                  |                    |                    |                    |                    |                    |  |                  |                     |                     |                     |                     |                     |  |          |                |                |                |  |
|  | Deportivo Guano                                                              | Deportivo Guano                                                              | 1                      | 0                      | 1                      |   | Imbabura           | Imbabura                         | 2                                | 3                                | 5                                |                                  |  |                  |                    |                    |                    |                    |                    |  |                  |                     |                     |                     |                     |                     |  |          |                |                |                |  |
|  |                                                                              |                                                                              |                        |                        |                        |   | Imbabura           | Imbabura                         | 2                                | 3                                | 5                                |                                  |  |                  |                    |                    |                    |                    |                    |  |                  |                     |                     |                     |                     |                     |  |          |                |                |                |  |
|  |                                                                              |                                                                              | Filanbanco             | Filanbanco             | 2                      | 1 | 3                  |                                  |                                  |                                  |                                  |                                  |  |                  |                    |                    |                    |                    |                    |  |                  |                     |                     |                     |                     |                     |  |          |                |                |                |  |
|  | 3 de Julio                                                                   | 3 de Julio                                                                   | Filanbanco             | Filanbanco             | 2                      | 1 | 3                  | 0                                | 0                                | 0 (4)                            |                                  |                                  |  |                  |                    |                    |                    |                    |                    |  |                  |                     |                     |                     |                     |                     |  |          |                |                |                |  |
|  | 3 de Julio                                                                   | 3 de Julio                                                                   |                        |                        |                        |   |                    |                                  |                                  | 0 (4)                            |                                  |                                  |  |                  |                    |                    |                    |                    |                    |  |                  |                     |                     |                     |                     |                     |  |          |                |                |                |  |
|  | Filanbanco                                                                   | Filanbanco                                                                   | 0                      | 0                      | 0 (5)                  |   |                    |                                  |                                  |                                  |                                  |                                  |  |                  |                    |                    |                    |                    |                    |  |                  |                     |                     |                     |                     |                     |  |          |                |                |                |  |
|  | Filanbanco                                                                   | Filanbanco                                                                   | 0                      | 0                      | 0 (5)                  |   |                    |                                  |                                  |                                  |                                  |                                  |  |                  |                    |                    |                    |                    |                    |  |                  |                     |                     |                     |                     |                     |  |          |                |                |                |  |
|  |                                                                              |                                                                              |                        |                        |                        |   |                    |                                  |                                  |                                  |                                  |                                  |  |                  |                    |                    |                    |                    |                    |  |                  |                     |                     |                     |                     |                     |  |          |                |                |                |  |

- Nota: El equipo ubicado en la primera línea de cada llave es el que ejerció la localía en el partido de vuelta, la final se juega a partido único en cancha neutral.

#### Campeón
|                                                          |
| Libertad Fútbol Club 1.er título Ascendió a la Serie B   |
| También ascendió Imbabura Sporting Club como subcampeón. |

### Categorías formativas

#### Reserva

##### Zona 1
| Pos. | Equipo           | Pts. | PJ | G | E | P  | GF | GC | Dif. | Clasificación  |
| ---- | ---------------- | ---- | -- | - | - | -- | -- | -- | ---- | -------------- |
| 1    | Emelec           | 31   | 14 | 9 | 4 | 1  | 20 | 8  | +12  | Liguilla final |
| 2    | Orense           | 23   | 14 | 6 | 5 | 3  | 18 | 15 | +3   | Liguilla final |
| 3    | 9 de Octubre     | 22   | 14 | 6 | 4 | 4  | 26 | 19 | +7   | Liguilla final |
| 4    | Guayaquil City   | 19   | 14 | 5 | 4 | 5  | 18 | 15 | +3   | Liguilla final |
| 5    | Delfín           | 19   | 14 | 5 | 4 | 5  | 18 | 16 | +2   |                |
| 6    | Manta            | 17   | 14 | 4 | 5 | 5  | 9  | 11 | −2   |                |
| 7    | Barcelona        | 14   | 14 | 4 | 2 | 8  | 17 | 25 | −8   |                |
| 8    | Deportivo Cuenca | 8    | 14 | 2 | 2 | 10 | 9  | 26 | −17  |                |

 Fuente: FEF

##### Zona 2
| Pos. | Equipo                  | Pts. | PJ | G  | E | P  | GF | GC | Dif. | Clasificación  |
| ---- | ----------------------- | ---- | -- | -- | - | -- | -- | -- | ---- | -------------- |
| 1    | Universidad Católica    | 34   | 14 | 11 | 1 | 2  | 29 | 12 | +17  | Liguilla final |
| 2    | Liga de Quito           | 29   | 14 | 9  | 2 | 3  | 36 | 13 | +23  | Liguilla final |
| 3    | Independiente del Valle | 28   | 14 | 8  | 4 | 2  | 22 | 16 | +6   | Liguilla final |
| 4    | Macará                  | 21   | 14 | 6  | 3 | 5  | 29 | 21 | +8   | Liguilla final |
| 5    | Aucas                   | 21   | 14 | 6  | 3 | 5  | 29 | 25 | +4   |                |
| 6    | Mushuc Runa             | 12   | 14 | 4  | 0 | 10 | 16 | 33 | −17  |                |
| 7    | Técnico Universitario   | 9    | 14 | 3  | 0 | 11 | 9  | 32 | −23  |                |
| 8    | Olmedo                  | 6    | 14 | 1  | 3 | 10 | 8  | 26 | −18  |                |

 Fuente: FEF

##### Liguilla final
| Pos. | Equipo                  | Pts. | PJ | G | E | P | GF | GC | Dif. | Condición |
| ---- | ----------------------- | ---- | -- | - | - | - | -- | -- | ---- | --------- |
| 1    | Universidad Católica    | 26   | 14 | 7 | 5 | 2 | 25 | 20 | +5   | Campeón   |
| 2    | Orense                  | 24   | 14 | 6 | 6 | 2 | 17 | 11 | +6   |           |
| 3    | Emelec                  | 23   | 14 | 7 | 2 | 5 | 26 | 18 | +8   |           |
| 4    | Macará                  | 21   | 14 | 6 | 3 | 5 | 26 | 22 | +4   |           |
| 5    | Independiente del Valle | 19   | 14 | 5 | 4 | 5 | 28 | 20 | +8   |           |
| 6    | Guayaquil City          | 15   | 14 | 3 | 6 | 5 | 16 | 22 | −6   |           |
| 7    | Liga de Quito           | 14   | 14 | 3 | 5 | 6 | 12 | 23 | −11  |           |
| 8    | 9 de Octubre            | 9    | 14 | 2 | 3 | 9 | 16 | 30 | −14  |           |

 Fuente: FEF

##### Campeón
|                                         |
| Bandera de Pichincha                    |
| Campeón Universidad Católica 2.º título |

#### Sub-18

##### Grupo 1
| Pos. | Equipo           | Pts. | PJ | G | E | P  | GF | GC | Dif. | Clasificación |
| ---- | ---------------- | ---- | -- | - | - | -- | -- | -- | ---- | ------------- |
| 1    | 9 de Octubre     | 26   | 12 | 8 | 2 | 2  | 22 | 8  | +14  | Fase final    |
| 2    | Barcelona        | 25   | 12 | 8 | 1 | 3  | 25 | 12 | +13  | Fase final    |
| 3    | Gualaceo         | 21   | 12 | 7 | 0 | 5  | 14 | 17 | −3   | Fase final    |
| 4    | Orense           | 19   | 12 | 6 | 1 | 5  | 18 | 12 | +6   | Fase final    |
| 5    | Guayaquil City   | 15   | 12 | 4 | 3 | 5  | 19 | 20 | −1   |               |
| 6    | Deportivo Cuenca | 12   | 12 | 3 | 3 | 6  | 21 | 27 | −6   |               |
| 7    | Olmedo           | 2    | 12 | 0 | 2 | 10 | 7  | 30 | −23  |               |

 Fuente: FEF

##### Grupo 2
| Pos. | Equipo             | Pts. | PJ | G | E | P | GF | GC | Dif. | Clasificación |
| ---- | ------------------ | ---- | -- | - | - | - | -- | -- | ---- | ------------- |
| 1    | Manta              | 20   | 10 | 5 | 5 | 0 | 15 | 7  | +8   | Fase final    |
| 2    | Delfín             | 18   | 10 | 5 | 3 | 2 | 19 | 15 | +4   | Fase final    |
| 3    | Emelec             | 17   | 10 | 4 | 5 | 1 | 20 | 7  | +13  | Fase final    |
| 4    | Guayaquil Sport    | 14   | 10 | 3 | 5 | 2 | 15 | 8  | +7   | Fase final    |
| 5    | Liga de Portoviejo | 8    | 10 | 1 | 5 | 4 | 8  | 13 | −5   |               |
| 6    | Atlético Porteño   | 1    | 10 | 0 | 1 | 9 | 4  | 31 | −27  |               |

 Fuente: FEF

##### Grupo 3
| Pos. | Equipo                  | Pts. | PJ | G | E | P | GF | GC | Dif. | Clasificación  |
| ---- | ----------------------- | ---- | -- | - | - | - | -- | -- | ---- | -------------- |
| 1    | Liga de Quito           | 24   | 10 | 8 | 0 | 2 | 23 | 10 | +13  | Liguilla final |
| 2    | Independiente del Valle | 24   | 10 | 8 | 0 | 2 | 22 | 11 | +11  | Liguilla final |
| 3    | Atlético Santo Domingo  | 21   | 10 | 7 | 0 | 3 | 19 | 8  | +11  | Liguilla final |
| 4    | Independiente Juniors   | 12   | 10 | 4 | 0 | 6 | 15 | 21 | −6   | Liguilla final |
| 5    | América de Quito        | 7    | 10 | 2 | 1 | 7 | 15 | 27 | −12  |                |
| 6    | Cumbayá                 | 1    | 10 | 0 | 1 | 9 | 7  | 24 | −17  |                |

 Fuente: FEF

##### Grupo 4
| Pos. | Equipo                | Pts. | PJ | G | E | P  | GF | GC | Dif. | Clasificación  |
| ---- | --------------------- | ---- | -- | - | - | -- | -- | -- | ---- | -------------- |
| 1    | Aucas                 | 25   | 12 | 8 | 1 | 3  | 32 | 13 | +19  | Liguilla final |
| 2    | El Nacional           | 24   | 12 | 7 | 3 | 2  | 32 | 13 | +19  | Liguilla final |
| 3    | Universidad Católica  | 23   | 12 | 6 | 5 | 1  | 22 | 11 | +11  | Liguilla final |
| 4    | Chacaritas            | 18   | 12 | 5 | 3 | 4  | 22 | 29 | −7   | Liguilla final |
| 5    | Macará                | 14   | 12 | 4 | 2 | 6  | 15 | 18 | −3   |                |
| 6    | Mushuc Runa           | 8    | 12 | 2 | 2 | 8  | 8  | 22 | −14  |                |
| 7    | Técnico Universitario | 6    | 12 | 2 | 0 | 10 | 16 | 41 | −25  |                |

 Fuente: FEF

##### Cuadro de desarrollo
|  | Octavos de final | Octavos de final        | Octavos de final | Octavos de final        | Octavos de final |   |       | Cuartos de final        | Cuartos de final | Cuartos de final | Cuartos de final | Cuartos de final |  |   | Semifinales             | Semifinales | Semifinales | Semifinales | Semifinales |  |   | Final         | Final | Final | Final | Final |  |
|  |                  |                         |                  |                         |                  |   |       |                         |                  |                  |                  |                  |  |   |                         |             |             |             |             |  |   |               |       |       |       |       |  |
|  |                  |                         |                  |                         |                  |   |       |                         |                  |                  |                  |                  |  |   |                         |             |             |             |             |  |   |               |       |       |       |       |  |
|  | 1                | Liga de Quito           | 6                | 5                       | 11               |   |       |                         |                  |                  |                  |                  |  |   |                         |             |             |             |             |  |   |               |       |       |       |       |  |
|  | 1                | Liga de Quito           | 6                | 5                       | 11               |   |       |                         |                  |                  |                  |                  |  |   |                         |             |             |             |             |  |   |               |       |       |       |       |  |
|  | 16               | Independiente Juniors   | 1                | 3                       | 4                |   |       |                         |                  |                  |                  |                  |  |   |                         |             |             |             |             |  |   |               |       |       |       |       |  |
|  | 16               | Independiente Juniors   | 1                | 3                       | 4                |   | 1     | Liga de Quito           | 4                | 1                | 5                |                  |  |   |                         |             |             |             |             |  |   |               |       |       |       |       |  |
|  |                  |                         |                  |                         |                  |   | 1     | Liga de Quito           | 4                | 1                | 5                |                  |  |   |                         |             |             |             |             |  |   |               |       |       |       |       |  |
|  |                  |                         | 5                | Aucas                   | 1                | 2 | 3     |                         |                  |                  |                  |                  |  |   |                         |             |             |             |             |  |   |               |       |       |       |       |  |
|  | 5                | Aucas                   | 5                | Aucas                   | 1                | 2 | 3     | 1                       | 3                | 4                |                  |                  |  |   |                         |             |             |             |             |  |   |               |       |       |       |       |  |
|  | 5                | Aucas                   |                  |                         |                  |   |       |                         |                  | 4                |                  |                  |  |   |                         |             |             |             |             |  |   |               |       |       |       |       |  |
|  | 12               | Emelec                  | 2                | 0                       | 2                |   |       |                         |                  |                  |                  |                  |  |   |                         |             |             |             |             |  |   |               |       |       |       |       |  |
|  | 12               | Emelec                  | 2                | 0                       | 2                |   |       |                         |                  |                  |                  |                  |  | 1 | Liga de Quito           | 0           | 4           | 4           |             |  |   |               |       |       |       |       |  |
|  |                  |                         |                  |                         |                  |   |       |                         |                  |                  |                  |                  |  | 1 | Liga de Quito           | 0           | 4           | 4           |             |  |   |               |       |       |       |       |  |
|  |                  |                         | 10               | Delfín                  | 1                | 1 | 2     |                         |                  |                  |                  |                  |  |   |                         |             |             |             |             |  |   |               |       |       |       |       |  |
|  | 3                | 9 de Octubre            | 10               | Delfín                  | 1                | 1 | 2     | 2                       | 4                | 6                |                  |                  |  |   |                         |             |             |             |             |  |   |               |       |       |       |       |  |
|  | 3                | 9 de Octubre            |                  |                         |                  |   |       |                         |                  | 6                |                  |                  |  |   |                         |             |             |             |             |  |   |               |       |       |       |       |  |
|  | 14               | Chacaritas              | 1                | 0                       | 1                |   |       |                         |                  |                  |                  |                  |  |   |                         |             |             |             |             |  |   |               |       |       |       |       |  |
|  | 14               | Chacaritas              | 1                | 0                       | 1                |   | 3     | 9 de Octubre            | 2                | 0                | 2                |                  |  |   |                         |             |             |             |             |  |   |               |       |       |       |       |  |
|  |                  |                         |                  |                         |                  |   | 3     | 9 de Octubre            | 2                | 0                | 2                |                  |  |   |                         |             |             |             |             |  |   |               |       |       |       |       |  |
|  |                  |                         | 10               | Delfín                  | 2                | 1 | 3     |                         |                  |                  |                  |                  |  |   |                         |             |             |             |             |  |   |               |       |       |       |       |  |
|  | 7                | El Nacional             | 10               | Delfín                  | 2                | 1 | 3     | 0                       | 2                | 2 (3)            |                  |                  |  |   |                         |             |             |             |             |  |   |               |       |       |       |       |  |
|  | 7                | El Nacional             |                  |                         |                  |   |       |                         |                  | 2 (3)            |                  |                  |  |   |                         |             |             |             |             |  |   |               |       |       |       |       |  |
|  | 10               | Delfín                  | 2                | 0                       | 2 (5)            |   |       |                         |                  |                  |                  |                  |  |   |                         |             |             |             |             |  |   |               |       |       |       |       |  |
|  | 10               | Delfín                  | 2                | 0                       | 2 (5)            |   |       |                         |                  |                  |                  |                  |  |   |                         |             |             |             |             |  | 1 | Liga de Quito | 3     | 2     | 5 (3) |       |  |
|  |                  |                         |                  |                         |                  |   |       |                         |                  |                  |                  |                  |  |   |                         |             |             |             |             |  | 1 | Liga de Quito | 3     | 2     | 5 (3) |       |  |
|  |                  |                         | 2                | Independiente del Valle | 2                | 3 | 5 (2) |                         |                  |                  |                  |                  |  |   |                         |             |             |             |             |  |   |               |       |       |       |       |  |
|  | 2                | Independiente del Valle | 2                | Independiente del Valle | 2                | 3 | 5 (2) | 1                       | 1                | 2                |                  |                  |  |   |                         |             |             |             |             |  |   |               |       |       |       |       |  |
|  | 2                | Independiente del Valle |                  |                         |                  |   |       |                         |                  | 2                |                  |                  |  |   |                         |             |             |             |             |  |   |               |       |       |       |       |  |
|  | 15               | Guayaquil Sport         | 0                | 1                       | 1                |   |       |                         |                  |                  |                  |                  |  |   |                         |             |             |             |             |  |   |               |       |       |       |       |  |
|  | 15               | Guayaquil Sport         | 0                | 1                       | 1                |   | 2     | Independiente del Valle | 7                | 3                | 10               |                  |  |   |                         |             |             |             |             |  |   |               |       |       |       |       |  |
|  |                  |                         |                  |                         |                  |   | 2     | Independiente del Valle | 7                | 3                | 10               |                  |  |   |                         |             |             |             |             |  |   |               |       |       |       |       |  |
|  |                  |                         | 11               | Gualaceo                | 0                | 0 | 0     |                         |                  |                  |                  |                  |  |   |                         |             |             |             |             |  |   |               |       |       |       |       |  |
|  | 6                | Barcelona               | 11               | Gualaceo                | 0                | 0 | 0     | 2                       | 1                | 3                |                  |                  |  |   |                         |             |             |             |             |  |   |               |       |       |       |       |  |
|  | 6                | Barcelona               |                  |                         |                  |   |       |                         |                  | 3                |                  |                  |  |   |                         |             |             |             |             |  |   |               |       |       |       |       |  |
|  | 11               | Gualaceo                | 3                | 1                       | 4                |   |       |                         |                  |                  |                  |                  |  |   |                         |             |             |             |             |  |   |               |       |       |       |       |  |
|  | 11               | Gualaceo                | 3                | 1                       | 4                |   |       |                         |                  |                  |                  |                  |  | 2 | Independiente del Valle | 4           | 2           | 6           |             |  |   |               |       |       |       |       |  |
|  |                  |                         |                  |                         |                  |   |       |                         |                  |                  |                  |                  |  | 2 | Independiente del Valle | 4           | 2           | 6           |             |  |   |               |       |       |       |       |  |
|  |                  |                         | 13               | Orense                  | 3                | 1 | 4     |                         |                  |                  |                  |                  |  |   |                         |             |             |             |             |  |   |               |       |       |       |       |  |
|  | 8                | Manta                   | 13               | Orense                  | 3                | 1 | 4     | 0                       | 0                | 0                |                  |                  |  |   |                         |             |             |             |             |  |   |               |       |       |       |       |  |
|  | 8                | Manta                   |                  |                         |                  |   |       |                         |                  | 0                |                  |                  |  |   |                         |             |             |             |             |  |   |               |       |       |       |       |  |
|  | 9                | Universidad Católica    | 1                | 0                       | 1                |   |       |                         |                  |                  |                  |                  |  |   |                         |             |             |             |             |  |   |               |       |       |       |       |  |
|  | 9                | Universidad Católica    | 1                | 0                       | 1                |   | 9     | Universidad Católica    | 0                | 1                | 1                |                  |  |   |                         |             |             |             |             |  |   |               |       |       |       |       |  |
|  |                  |                         |                  |                         |                  |   | 9     | Universidad Católica    | 0                | 1                | 1                |                  |  |   |                         |             |             |             |             |  |   |               |       |       |       |       |  |
|  |                  |                         | 13               | Orense                  | 0                | 2 | 2     |                         |                  |                  |                  |                  |  |   |                         |             |             |             |             |  |   |               |       |       |       |       |  |
|  | 4                | Atlético Santo Domingo  | 13               | Orense                  | 0                | 2 | 2     | 2                       | 3                | 5                |                  |                  |  |   |                         |             |             |             |             |  |   |               |       |       |       |       |  |
|  | 4                | Atlético Santo Domingo  |                  |                         |                  |   |       |                         |                  | 5                |                  |                  |  |   |                         |             |             |             |             |  |   |               |       |       |       |       |  |
|  | 13               | Orense                  | 3                | 3                       | 6                |   |       |                         |                  |                  |                  |                  |  |   |                         |             |             |             |             |  |   |               |       |       |       |       |  |
|  | 13               | Orense                  | 3                | 3                       | 6                |   |       |                         |                  |                  |                  |                  |  |   |                         |             |             |             |             |  |   |               |       |       |       |       |  |
|  |                  |                         |                  |                         |                  |   |       |                         |                  |                  |                  |                  |  |   |                         |             |             |             |             |  |   |               |       |       |       |       |  |

- Nota: En cada llave, el equipo con el menor número de orden es el que definió la serie como local.

##### Final
| Local en la vuelta | Agr.         | Local en la ida         | Ida | Vuelta |
| ------------------ | ------------ | ----------------------- | --- | ------ |
| Liga de Quito      | 5–5 (3:2 p.) | Independiente del Valle | 3–2 | 2–3    |

|                                                  |
| Bandera de Pichincha                             |
| Campeón Liga Deportiva Universitaria 3.er título |

#### Sub-16

##### Grupo 1
| Pos. | Equipo           | Pts. | PJ | G | E | P | GF | GC | Dif. | Clasificación |
| ---- | ---------------- | ---- | -- | - | - | - | -- | -- | ---- | ------------- |
| 1    | Orense           | 26   | 12 | 8 | 2 | 2 | 32 | 19 | +13  | Fase final    |
| 2    | 9 de Octubre     | 24   | 12 | 7 | 3 | 2 | 22 | 13 | +9   | Fase final    |
| 3    | Barcelona        | 23   | 12 | 7 | 2 | 3 | 46 | 19 | +27  | Fase final    |
| 4    | Deportivo Cuenca | 14   | 12 | 4 | 2 | 6 | 23 | 23 | 0    | Fase final    |
| 5    | Gualaceo         | 13   | 12 | 4 | 1 | 7 | 18 | 31 | −13  |               |
| 6    | Olmedo           | 11   | 12 | 3 | 2 | 7 | 11 | 34 | −23  |               |
| 7    | Guayaquil City   | 8    | 12 | 2 | 2 | 8 | 16 | 29 | −13  |               |

 Fuente: FEF

##### Grupo 2
| Pos. | Equipo             | Pts. | PJ | G | E | P | GF | GC | Dif. | Clasificación |
| ---- | ------------------ | ---- | -- | - | - | - | -- | -- | ---- | ------------- |
| 1    | Emelec             | 22   | 10 | 7 | 1 | 2 | 25 | 16 | +9   | Fase final    |
| 2    | Manta              | 21   | 10 | 6 | 3 | 1 | 19 | 12 | +7   | Fase final    |
| 3    | Delfín             | 19   | 10 | 5 | 4 | 1 | 32 | 17 | +15  | Fase final    |
| 4    | Liga de Portoviejo | 9    | 10 | 2 | 3 | 5 | 12 | 19 | −7   | Fase final    |
| 5    | Guayaquil Sport    | 6    | 10 | 1 | 3 | 6 | 9  | 20 | −11  |               |
| 6    | Atlético Porteño   | 5    | 10 | 1 | 2 | 7 | 9  | 22 | −13  |               |

 Fuente: FEF

##### Grupo 3
| Pos. | Equipo                  | Pts. | PJ | G | E | P | GF | GC | Dif. | Clasificación  |
| ---- | ----------------------- | ---- | -- | - | - | - | -- | -- | ---- | -------------- |
| 1    | Liga de Quito           | 27   | 10 | 9 | 0 | 1 | 28 | 11 | +17  | Liguilla final |
| 2    | Independiente del Valle | 25   | 10 | 8 | 1 | 1 | 38 | 11 | +27  | Liguilla final |
| 3    | América de Quito        | 10   | 10 | 2 | 4 | 4 | 18 | 23 | −5   | Liguilla final |
| 4    | Cumbayá                 | 9    | 10 | 2 | 3 | 5 | 10 | 22 | −12  | Liguilla final |
| 5    | Independiente Juniors   | 8    | 10 | 2 | 2 | 6 | 17 | 28 | −11  |                |
| 6    | Atlético Santo Domingo  | 5    | 10 | 1 | 2 | 7 | 12 | 28 | −16  |                |

 Fuente: FEF

##### Grupo 4
| Pos. | Equipo                | Pts. | PJ | G | E | P  | GF | GC | Dif. | Clasificación  |
| ---- | --------------------- | ---- | -- | - | - | -- | -- | -- | ---- | -------------- |
| 1    | Universidad Católica  | 27   | 12 | 8 | 3 | 1  | 35 | 11 | +24  | Liguilla final |
| 2    | El Nacional           | 25   | 12 | 8 | 1 | 3  | 28 | 12 | +16  | Liguilla final |
| 3    | Aucas                 | 24   | 12 | 7 | 3 | 2  | 32 | 20 | +12  | Liguilla final |
| 4    | Mushuc Runa           | 20   | 12 | 6 | 2 | 4  | 22 | 18 | +4   | Liguilla final |
| 5    | Macará                | 13   | 12 | 4 | 1 | 7  | 18 | 27 | −9   |                |
| 6    | Técnico Universitario | 9    | 12 | 3 | 0 | 9  | 11 | 35 | −24  |                |
| 7    | Chacaritas            | 3    | 12 | 1 | 0 | 11 | 11 | 34 | −23  |                |

 Fuente: FEF

##### Cuadro de desarrollo
|  | Octavos de final | Octavos de final        | Octavos de final | Octavos de final        | Octavos de final |   |       | Cuartos de final        | Cuartos de final | Cuartos de final | Cuartos de final | Cuartos de final |  |   | Semifinales             | Semifinales | Semifinales | Semifinales | Semifinales |  |   | Final         | Final | Final | Final | Final |  |
|  |                  |                         |                  |                         |                  |   |       |                         |                  |                  |                  |                  |  |   |                         |             |             |             |             |  |   |               |       |       |       |       |  |
|  |                  |                         |                  |                         |                  |   |       |                         |                  |                  |                  |                  |  |   |                         |             |             |             |             |  |   |               |       |       |       |       |  |
|  | 1                | Liga de Quito           | 2                | 5                       | 7                |   |       |                         |                  |                  |                  |                  |  |   |                         |             |             |             |             |  |   |               |       |       |       |       |  |
|  | 1                | Liga de Quito           | 2                | 5                       | 7                |   |       |                         |                  |                  |                  |                  |  |   |                         |             |             |             |             |  |   |               |       |       |       |       |  |
|  | 16               | Cumbayá                 | 1                | 2                       | 3                |   |       |                         |                  |                  |                  |                  |  |   |                         |             |             |             |             |  |   |               |       |       |       |       |  |
|  | 16               | Cumbayá                 | 1                | 2                       | 3                |   | 1     | Liga de Quito           | 8                | 0                | 8                |                  |  |   |                         |             |             |             |             |  |   |               |       |       |       |       |  |
|  |                  |                         |                  |                         |                  |   | 1     | Liga de Quito           | 8                | 0                | 8                |                  |  |   |                         |             |             |             |             |  |   |               |       |       |       |       |  |
|  |                  |                         | 5                | Orense                  | 1                | 2 | 3     |                         |                  |                  |                  |                  |  |   |                         |             |             |             |             |  |   |               |       |       |       |       |  |
|  | 5                | Orense                  | 5                | Orense                  | 1                | 2 | 3     | 0                       | 2                | 2                |                  |                  |  |   |                         |             |             |             |             |  |   |               |       |       |       |       |  |
|  | 5                | Orense                  |                  |                         |                  |   |       |                         |                  | 2                |                  |                  |  |   |                         |             |             |             |             |  |   |               |       |       |       |       |  |
|  | 12               | Mushuc Runa             | 1                | 0                       | 1                |   |       |                         |                  |                  |                  |                  |  |   |                         |             |             |             |             |  |   |               |       |       |       |       |  |
|  | 12               | Mushuc Runa             | 1                | 0                       | 1                |   |       |                         |                  |                  |                  |                  |  | 1 | Liga de Quito           | 2           | 4           | 6           |             |  |   |               |       |       |       |       |  |
|  |                  |                         |                  |                         |                  |   |       |                         |                  |                  |                  |                  |  | 1 | Liga de Quito           | 2           | 4           | 6           |             |  |   |               |       |       |       |       |  |
|  |                  |                         | 10               | Barcelona               | 3                | 1 | 4     |                         |                  |                  |                  |                  |  |   |                         |             |             |             |             |  |   |               |       |       |       |       |  |
|  | 3                | Universidad Católica    | 10               | Barcelona               | 3                | 1 | 4     | 6                       | 2                | 8                |                  |                  |  |   |                         |             |             |             |             |  |   |               |       |       |       |       |  |
|  | 3                | Universidad Católica    |                  |                         |                  |   |       |                         |                  | 8                |                  |                  |  |   |                         |             |             |             |             |  |   |               |       |       |       |       |  |
|  | 14               | América de Quito        | 1                | 1                       | 2                |   |       |                         |                  |                  |                  |                  |  |   |                         |             |             |             |             |  |   |               |       |       |       |       |  |
|  | 14               | América de Quito        | 1                | 1                       | 2                |   | 3     | Universidad Católica    | 3                | 6                | 9                |                  |  |   |                         |             |             |             |             |  |   |               |       |       |       |       |  |
|  |                  |                         |                  |                         |                  |   | 3     | Universidad Católica    | 3                | 6                | 9                |                  |  |   |                         |             |             |             |             |  |   |               |       |       |       |       |  |
|  |                  |                         | 10               | Barcelona               | 4                | 7 | 11    |                         |                  |                  |                  |                  |  |   |                         |             |             |             |             |  |   |               |       |       |       |       |  |
|  | 7                | El Nacional             | 10               | Barcelona               | 4                | 7 | 11    | 0                       | 0                | 0                |                  |                  |  |   |                         |             |             |             |             |  |   |               |       |       |       |       |  |
|  | 7                | El Nacional             |                  |                         |                  |   |       |                         |                  | 0                |                  |                  |  |   |                         |             |             |             |             |  |   |               |       |       |       |       |  |
|  | 10               | Barcelona               | 2                | 1                       | 3                |   |       |                         |                  |                  |                  |                  |  |   |                         |             |             |             |             |  |   |               |       |       |       |       |  |
|  | 10               | Barcelona               | 2                | 1                       | 3                |   |       |                         |                  |                  |                  |                  |  |   |                         |             |             |             |             |  | 1 | Liga de Quito | 2     | 3     | 5     |       |  |
|  |                  |                         |                  |                         |                  |   |       |                         |                  |                  |                  |                  |  |   |                         |             |             |             |             |  | 1 | Liga de Quito | 2     | 3     | 5     |       |  |
|  |                  |                         | 2                | Independiente del Valle | 2                | 2 | 4     |                         |                  |                  |                  |                  |  |   |                         |             |             |             |             |  |   |               |       |       |       |       |  |
|  | 2                | Independiente del Valle | 2                | Independiente del Valle | 2                | 2 | 4     | 5                       | 4                | 9                |                  |                  |  |   |                         |             |             |             |             |  |   |               |       |       |       |       |  |
|  | 2                | Independiente del Valle |                  |                         |                  |   |       |                         |                  | 9                |                  |                  |  |   |                         |             |             |             |             |  |   |               |       |       |       |       |  |
|  | 15               | Liga de Portoviejo      | 1                | 2                       | 3                |   |       |                         |                  |                  |                  |                  |  |   |                         |             |             |             |             |  |   |               |       |       |       |       |  |
|  | 15               | Liga de Portoviejo      | 1                | 2                       | 3                |   | 2     | Independiente del Valle | 4                | 5                | 9                |                  |  |   |                         |             |             |             |             |  |   |               |       |       |       |       |  |
|  |                  |                         |                  |                         |                  |   | 2     | Independiente del Valle | 4                | 5                | 9                |                  |  |   |                         |             |             |             |             |  |   |               |       |       |       |       |  |
|  |                  |                         | 11               | Delfín                  | 1                | 3 | 4     |                         |                  |                  |                  |                  |  |   |                         |             |             |             |             |  |   |               |       |       |       |       |  |
|  | 6                | Manta                   | 11               | Delfín                  | 1                | 3 | 4     | 0                       | 0                | 0                |                  |                  |  |   |                         |             |             |             |             |  |   |               |       |       |       |       |  |
|  | 6                | Manta                   |                  |                         |                  |   |       |                         |                  | 0                |                  |                  |  |   |                         |             |             |             |             |  |   |               |       |       |       |       |  |
|  | 11               | Delfín                  | 2                | 2                       | 4                |   |       |                         |                  |                  |                  |                  |  |   |                         |             |             |             |             |  |   |               |       |       |       |       |  |
|  | 11               | Delfín                  | 2                | 2                       | 4                |   |       |                         |                  |                  |                  |                  |  | 2 | Independiente del Valle | 3           | 3           | 6 (5)       |             |  |   |               |       |       |       |       |  |
|  |                  |                         |                  |                         |                  |   |       |                         |                  |                  |                  |                  |  | 2 | Independiente del Valle | 3           | 3           | 6 (5)       |             |  |   |               |       |       |       |       |  |
|  |                  |                         | 8                | Aucas                   | 3                | 3 | 6 (4) |                         |                  |                  |                  |                  |  |   |                         |             |             |             |             |  |   |               |       |       |       |       |  |
|  | 4                | Emelec                  | 8                | Aucas                   | 3                | 3 | 6 (4) | 0                       | 7                | 7                |                  |                  |  |   |                         |             |             |             |             |  |   |               |       |       |       |       |  |
|  | 4                | Emelec                  |                  |                         |                  |   |       |                         |                  | 7                |                  |                  |  |   |                         |             |             |             |             |  |   |               |       |       |       |       |  |
|  | 13               | Deportivo Cuenca        | 2                | 0                       | 2                |   |       |                         |                  |                  |                  |                  |  |   |                         |             |             |             |             |  |   |               |       |       |       |       |  |
|  | 13               | Deportivo Cuenca        | 2                | 0                       | 2                |   | 4     | Emelec                  | 0                | 3                | 3                |                  |  |   |                         |             |             |             |             |  |   |               |       |       |       |       |  |
|  |                  |                         |                  |                         |                  |   | 4     | Emelec                  | 0                | 3                | 3                |                  |  |   |                         |             |             |             |             |  |   |               |       |       |       |       |  |
|  |                  |                         | 8                | Aucas                   | 1                | 3 | 4     |                         |                  |                  |                  |                  |  |   |                         |             |             |             |             |  |   |               |       |       |       |       |  |
|  | 8                | Aucas                   | 8                | Aucas                   | 1                | 3 | 4     | 2                       | 3                | 5                |                  |                  |  |   |                         |             |             |             |             |  |   |               |       |       |       |       |  |
|  | 8                | Aucas                   |                  |                         |                  |   |       |                         |                  | 5                |                  |                  |  |   |                         |             |             |             |             |  |   |               |       |       |       |       |  |
|  | 9                | 9 de Octubre            | 1                | 0                       | 1                |   |       |                         |                  |                  |                  |                  |  |   |                         |             |             |             |             |  |   |               |       |       |       |       |  |
|  | 9                | 9 de Octubre            | 1                | 0                       | 1                |   |       |                         |                  |                  |                  |                  |  |   |                         |             |             |             |             |  |   |               |       |       |       |       |  |
|  |                  |                         |                  |                         |                  |   |       |                         |                  |                  |                  |                  |  |   |                         |             |             |             |             |  |   |               |       |       |       |       |  |

- Nota: En cada llave, el equipo con el menor número de orden es el que definió la serie como local.

##### Final
| Local en la vuelta | Agr. | Local en la ida         | Ida | Vuelta |
| ------------------ | ---- | ----------------------- | --- | ------ |
| Liga de Quito      | 5–4  | Independiente del Valle | 2–2 | 3–2    |

|                                                  |
| Bandera de Pichincha                             |
| Campeón Liga Deportiva Universitaria 3.er título |

## Torneos nacionales femeninos

### Súperliga Femenina

#### Grupo A: Zona Sur
| Pos. | Equipo                | Pts. | PJ | G  | E | P  | GF | GC | Dif. | Clasificación  |
| ---- | --------------------- | ---- | -- | -- | - | -- | -- | -- | ---- | -------------- |
| 1    | Deportivo Cuenca      | 38   | 14 | 12 | 2 | 0  | 53 | 6  | +47  | Segunda etapa. |
| 2    | Barcelona             | 28   | 14 | 8  | 4 | 2  | 26 | 8  | +18  | Segunda etapa. |
| 3    | Carneras              | 26   | 14 | 8  | 2 | 4  | 22 | 13 | +9   | Segunda etapa. |
| 4    | Macará                | 19   | 14 | 5  | 4 | 5  | 15 | 15 | 0    | Segunda etapa. |
| 5    | Emelec                | 15   | 14 | 4  | 3 | 7  | 13 | 24 | −11  |                |
| 6    | Técnico Universitario | 12   | 14 | 4  | 0 | 10 | 6  | 21 | −15  |                |
| 7    | Guayaquil City        | 11   | 14 | 3  | 2 | 9  | 8  | 37 | −29  |                |
| 8    | Liga de Macas         | 8    | 14 | 1  | 5 | 8  | 8  | 27 | −19  |                |

 Fuente: FEF
Criterios de clasificación: 1) Puntos; 2) Diferencia de goles; 3) Goles marcados; 4) Goles de visitante; 5) Fair Play; 6) Sorteo Público

#### Grupo B: Zona Norte
| Pos. | Equipo                  | Pts. | PJ | G  | E | P  | GF | GC | Dif. | Clasificación  |
| ---- | ----------------------- | ---- | -- | -- | - | -- | -- | -- | ---- | -------------- |
| 1    | Ñañas                   | 35   | 14 | 11 | 2 | 1  | 42 | 14 | +28  | Segunda etapa. |
| 2    | Independiente del Valle | 35   | 14 | 11 | 2 | 1  | 31 | 9  | +22  | Segunda etapa. |
| 3    | Liga de Quito           | 23   | 14 | 7  | 2 | 5  | 26 | 14 | +12  | Segunda etapa. |
| 4    | Espuce                  | 20   | 14 | 6  | 2 | 6  | 15 | 20 | −5   | Segunda etapa. |
| 5    | San Miguel              | 17   | 14 | 5  | 2 | 7  | 20 | 29 | −9   |                |
| 6    | Quito                   | 12   | 14 | 3  | 3 | 8  | 16 | 32 | −16  |                |
| 7    | El Nacional             | 11   | 14 | 3  | 2 | 9  | 18 | 29 | −11  |                |
| 8    | Sport JC                | 7    | 14 | 2  | 1 | 11 | 10 | 31 | −21  |                |

 Fuente: FEF
Criterios de clasificación: 1) Puntos; 2) Diferencia de goles; 3) Goles marcados; 4) Goles de visitante; 5) Fair Play; 6) Sorteo Público

#### Clasificación acumulada
| Pos. | Equipo                  | Pts. | PJ | G  | E | P  | GF | GC | Dif. | Clasificación                                        |
| ---- | ----------------------- | ---- | -- | -- | - | -- | -- | -- | ---- | ---------------------------------------------------- |
| 1    | Deportivo Cuenca (C)    | 38   | 14 | 12 | 2 | 0  | 53 | 6  | +47  |                                                      |
| 2    | Ñañas                   | 35   | 14 | 11 | 2 | 1  | 42 | 14 | +28  |                                                      |
| 3    | Independiente del Valle | 35   | 14 | 11 | 2 | 1  | 31 | 9  | +22  |                                                      |
| 4    | Barcelona               | 28   | 14 | 8  | 4 | 2  | 26 | 8  | +18  |                                                      |
| 5    | Carneras                | 26   | 14 | 8  | 2 | 4  | 22 | 13 | +9   |                                                      |
| 6    | Liga de Quito           | 23   | 14 | 7  | 2 | 5  | 26 | 14 | +12  |                                                      |
| 7    | Espuce                  | 20   | 14 | 6  | 2 | 6  | 15 | 20 | −5   |                                                      |
| 8    | Macará                  | 19   | 14 | 5  | 4 | 5  | 15 | 15 | 0    |                                                      |
| 9    | San Miguel              | 17   | 14 | 5  | 2 | 7  | 20 | 29 | −9   |                                                      |
| 10   | Emelec                  | 15   | 14 | 4  | 3 | 7  | 13 | 24 | −11  |                                                      |
| 11   | Técnico Universitario   | 12   | 14 | 4  | 0 | 10 | 6  | 21 | −15  |                                                      |
| 12   | Quito                   | 12   | 14 | 3  | 3 | 8  | 16 | 32 | −16  |                                                      |
| 13   | El Nacional             | 11   | 14 | 3  | 2 | 9  | 18 | 29 | −11  |                                                      |
| 14   | Guayaquil City          | 11   | 14 | 3  | 2 | 9  | 8  | 37 | −29  |                                                      |
| 15   | Liga de Macas           | 8    | 14 | 1  | 5 | 8  | 8  | 27 | −19  | Descenso a la Liga Nacional Femenina de Ecuador 2022 |
| 16   | Sport JC                | 7    | 14 | 2  | 1 | 11 | 10 | 31 | −21  | Descenso a la Liga Nacional Femenina de Ecuador 2022 |

 Fuente: FEF
Criterios de clasificación: 1) Puntos; 2) Diferencia de goles; 3) Goles marcados; 4) Goles de visitante; 5) Fair Play; 6) Sorteo Público

#### Segunda etapa

##### Cuadro
|  | Cuartos de final        | Cuartos de final        | Cuartos de final        | Cuartos de final        | Cuartos de final |   |                  | Semifinales      | Semifinales | Semifinales | Semifinales | Semifinales |  |                  | Final            | Final | Final | Final | Final |  |
|  |                         |                         |                         |                         |                  |   |                  |                  |             |             |             |             |  |                  |                  |       |       |       |       |  |
|  |                         |                         |                         |                         |                  |   |                  |                  |             |             |             |             |  |                  |                  |       |       |       |       |  |
|  | Deportivo Cuenca        | Deportivo Cuenca        | 1                       | 1                       | 2                |   |                  |                  |             |             |             |             |  |                  |                  |       |       |       |       |  |
|  | Deportivo Cuenca        | Deportivo Cuenca        | 1                       | 1                       | 2                |   |                  |                  |             |             |             |             |  |                  |                  |       |       |       |       |  |
|  | Espuce                  | Espuce                  | 0                       | 0                       | 0                |   |                  |                  |             |             |             |             |  |                  |                  |       |       |       |       |  |
|  | Espuce                  | Espuce                  | 0                       | 0                       | 0                |   | Deportivo Cuenca | Deportivo Cuenca | 1           | 5           | 6           |             |  |                  |                  |       |       |       |       |  |
|  |                         |                         |                         |                         |                  |   | Deportivo Cuenca | Deportivo Cuenca | 1           | 5           | 6           |             |  |                  |                  |       |       |       |       |  |
|  |                         |                         | Independiente del Valle | Independiente del Valle | 2                | 2 | 4                |                  |             |             |             |             |  |                  |                  |       |       |       |       |  |
|  | Independiente del Valle | Independiente del Valle | Independiente del Valle | Independiente del Valle | 2                | 2 | 4                | 1                | 3           | 4           |             |             |  |                  |                  |       |       |       |       |  |
|  | Independiente del Valle | Independiente del Valle |                         |                         |                  |   |                  |                  |             | 4           |             |             |  |                  |                  |       |       |       |       |  |
|  | Carneras                | Carneras                | 0                       | 0                       | 0                |   |                  |                  |             |             |             |             |  |                  |                  |       |       |       |       |  |
|  | Carneras                | Carneras                | 0                       | 0                       | 0                |   |                  |                  |             |             |             |             |  | Deportivo Cuenca | Deportivo Cuenca | 3     | 0     | 3     |       |  |
|  |                         |                         |                         |                         |                  |   |                  |                  |             |             |             |             |  | Deportivo Cuenca | Deportivo Cuenca | 3     | 0     | 3     |       |  |
|  |                         |                         | Ñañas                   | Ñañas                   | 2                | 0 | 2                |                  |             |             |             |             |  |                  |                  |       |       |       |       |  |
|  | Barcelona               | Barcelona               | Ñañas                   | Ñañas                   | 2                | 0 | 2                | 0                | 0           | 0           |             |             |  |                  |                  |       |       |       |       |  |
|  | Barcelona               | Barcelona               |                         |                         |                  |   |                  |                  |             | 0           |             |             |  |                  |                  |       |       |       |       |  |
|  | Liga de Quito           | Liga de Quito           | 2                       | 1                       | 3                |   |                  |                  |             |             |             |             |  |                  |                  |       |       |       |       |  |
|  | Liga de Quito           | Liga de Quito           | 2                       | 1                       | 3                |   | Liga de Quito    | Liga de Quito    | 0           | 2           | 2           |             |  |                  |                  |       |       |       |       |  |
|  |                         |                         |                         |                         |                  |   | Liga de Quito    | Liga de Quito    | 0           | 2           | 2           |             |  |                  |                  |       |       |       |       |  |
|  |                         |                         | Ñañas                   | Ñañas                   | 2                | 1 | 3                |                  |             |             |             |             |  |                  |                  |       |       |       |       |  |
|  | Ñañas                   | Ñañas                   | Ñañas                   | Ñañas                   | 2                | 1 | 3                | 4                | 5           | 9           |             |             |  |                  |                  |       |       |       |       |  |
|  | Ñañas                   | Ñañas                   |                         |                         |                  |   |                  |                  |             | 9           |             |             |  |                  |                  |       |       |       |       |  |
|  | Macará                  | Macará                  | 2                       | 1                       | 3                |   |                  |                  |             |             |             |             |  |                  |                  |       |       |       |       |  |
|  | Macará                  | Macará                  | 2                       | 1                       | 3                |   |                  |                  |             |             |             |             |  |                  |                  |       |       |       |       |  |
|  |                         |                         |                         |                         |                  |   |                  |                  |             |             |             |             |  |                  |                  |       |       |       |       |  |

##### Campeón
|                                                                              |
| Deportivo Cuenca 2.° título Clasificado a la Copa Libertadores Femenina 2021 |

## Torneos Femeninos de la Conmebol

### Grupo A
| Equipo           | Pts. | PJ | PG | PE | PP | GF | GC | Dif. |
| ---------------- | ---- | -- | -- | -- | -- | -- | -- | ---- |
| Ferroviária      | 7    | 3  | 2  | 1  | 0  | 5  | 1  | 4    |
| Santa Fe         | 7    | 3  | 2  | 1  | 0  | 3  | 0  | 3    |
| Deportivo Cuenca | 3    | 3  | 1  | 0  | 2  | 5  | 3  | 2    |
| Sol de América   | 0    | 3  | 0  | 0  | 3  | 0  | 6  | –6   |

| 3 de noviembre, 19:45 | Deportivo Cuenca | 0:1 (0:0) | Santa Fe  | Estadio Manuel Ferreira, Asunción |                         |
|                       |                  | Reporte   | Gauto 79' | Árbitra: Adriana Farfán           | Árbitra: Adriana Farfán |

| 6 de noviembre, 17:30 | Ferroviária                                  | 2:1 (0:0) | Deportivo Cuenca | Estadio Manuel Ferreira, Asunción |                          |
|                       | Rafa Mineira 48' (pen.) · Luana Sartório 58' | Reporte   | Riera 52'        | Árbitra: Anahí Fernández          | Árbitra: Anahí Fernández |

| 9 de noviembre, 19:45 | Sol de América | 0ː4 | Deportivo Cuenca                                     | Estadio Manuel Ferreira, Asunción |                            |
|                       |                |     | Riera 20', 90+1' (pen.) · Zambrano 34' · Bolaños 70' | Árbitra: Elizabeth Tintaya        | Árbitra: Elizabeth Tintaya |